# リップシュタット
リップシュタット (ドイツ語: Lippstadt, ドイツ語: [ˈlɪpʃtat] ( 音声ファイル)) は、ドイツ連邦共和国ノルトライン＝ヴェストファーレン州アルンスベルク行政管区のゾースト郡に属す大規模郡都市である。本市は1975年からこの郡に属している。この街は、1185年に計画都市として建設された、ヴェストファーレンで最も古い意図的に建設された都市である。リップシュタットは、ドルトムントの東約 60 km、ビーレフェルトの南約 40 km、パーダーボルンの西約 30 km に位置する。

## 地理

### 位置
リップシュタットはゾースト郡最大の都市である。この街は、郡の北東部、南に位置するハールシュトラングおよびミュンスターラントとパーダーボルナー・ラントとの間、リッペ川沿いに位置しており、パーダーボルン郡、ヴァーレンドルフ郡、ギュータースロー郡と境を接している。

### 隣接市町村
ゾースト郡内では、東はゲーセケ、南はエルヴィッテ、南西はバート・ザッセンドルフ、西はリッペタールと接している。時計回りに続けると以下は郡外で、ヴァーレンドルフ郡に属すヴァーデルスロー、ギュータースロー郡に属すランゲンベルクおよびリートベルク、パーダーボルン郡に属すデルブリュックおよびザルツコッテンと隣り合う。

### 市の構成

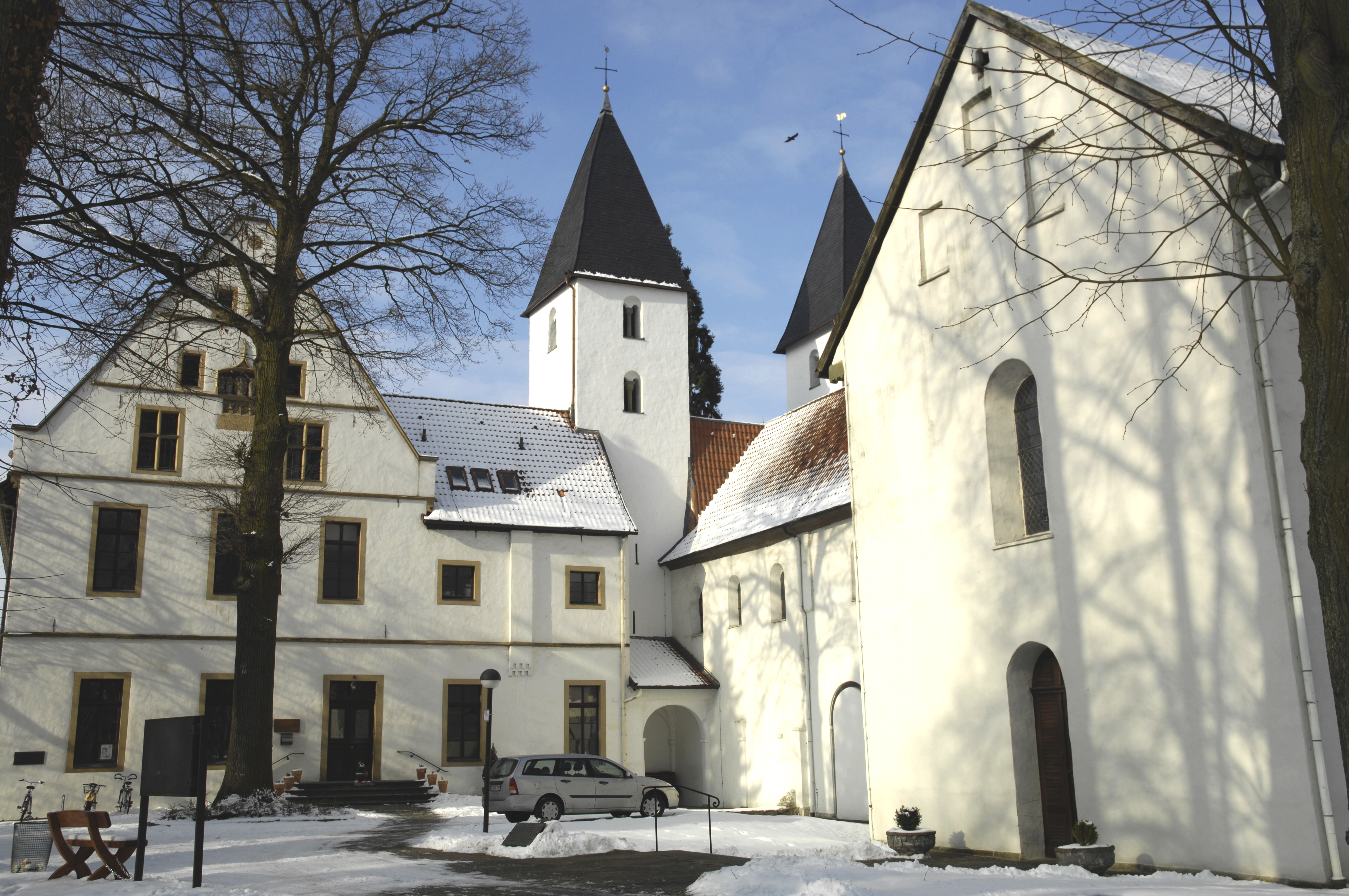
カペルの修道院

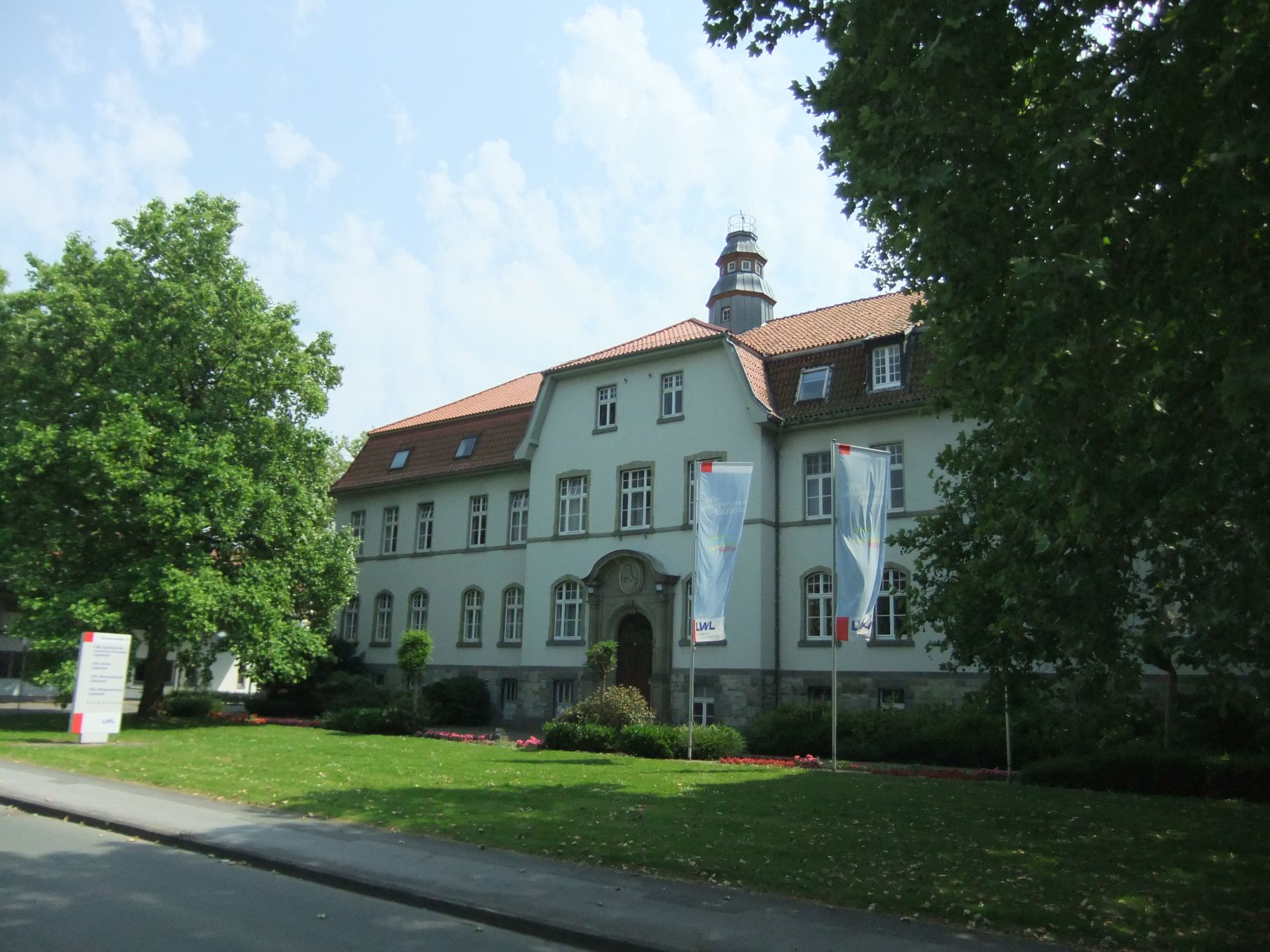
エッケルボルンの司法精神病LWLセンター

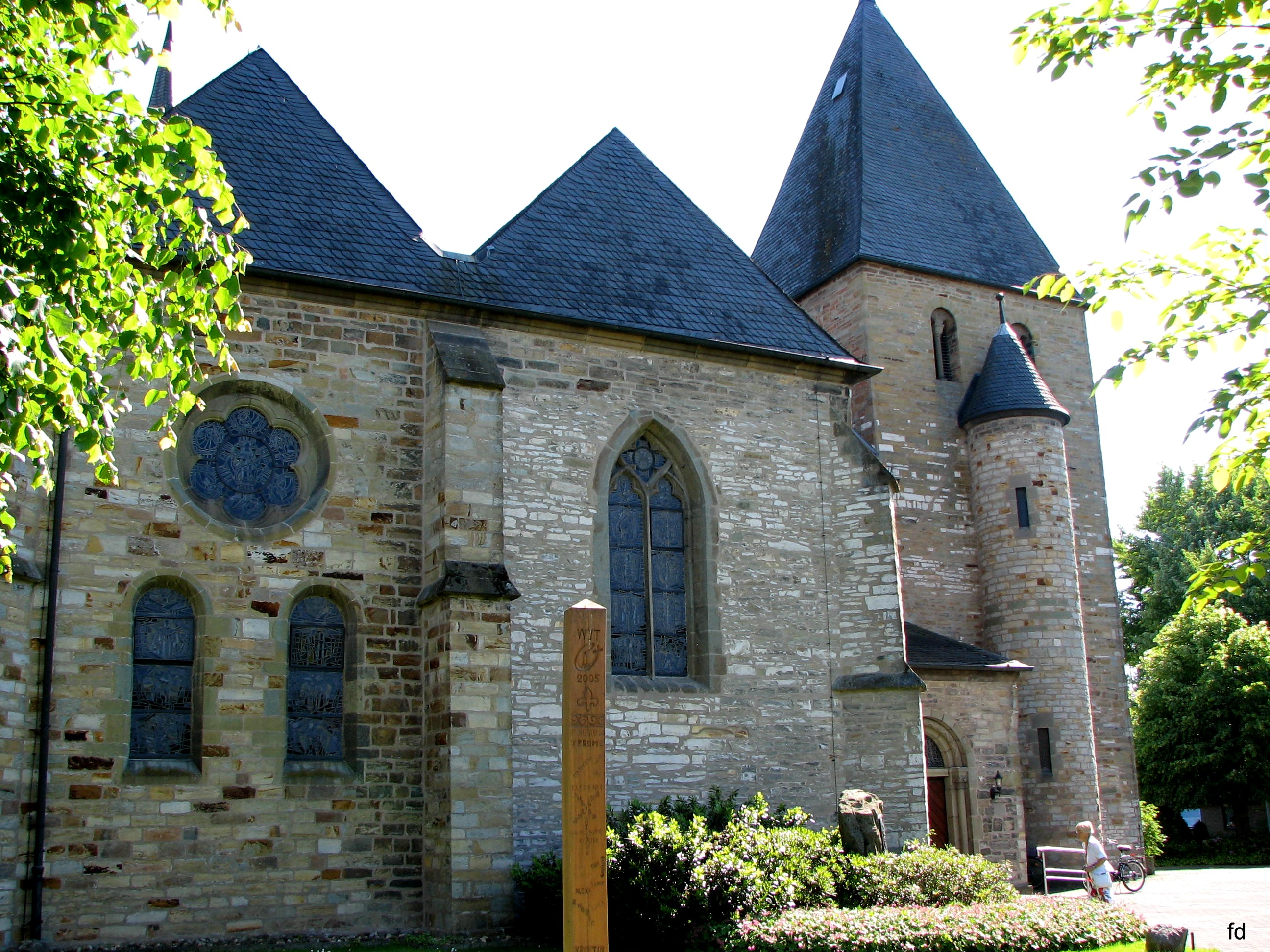
ベーケンフェルデの聖ディオニシウス教会

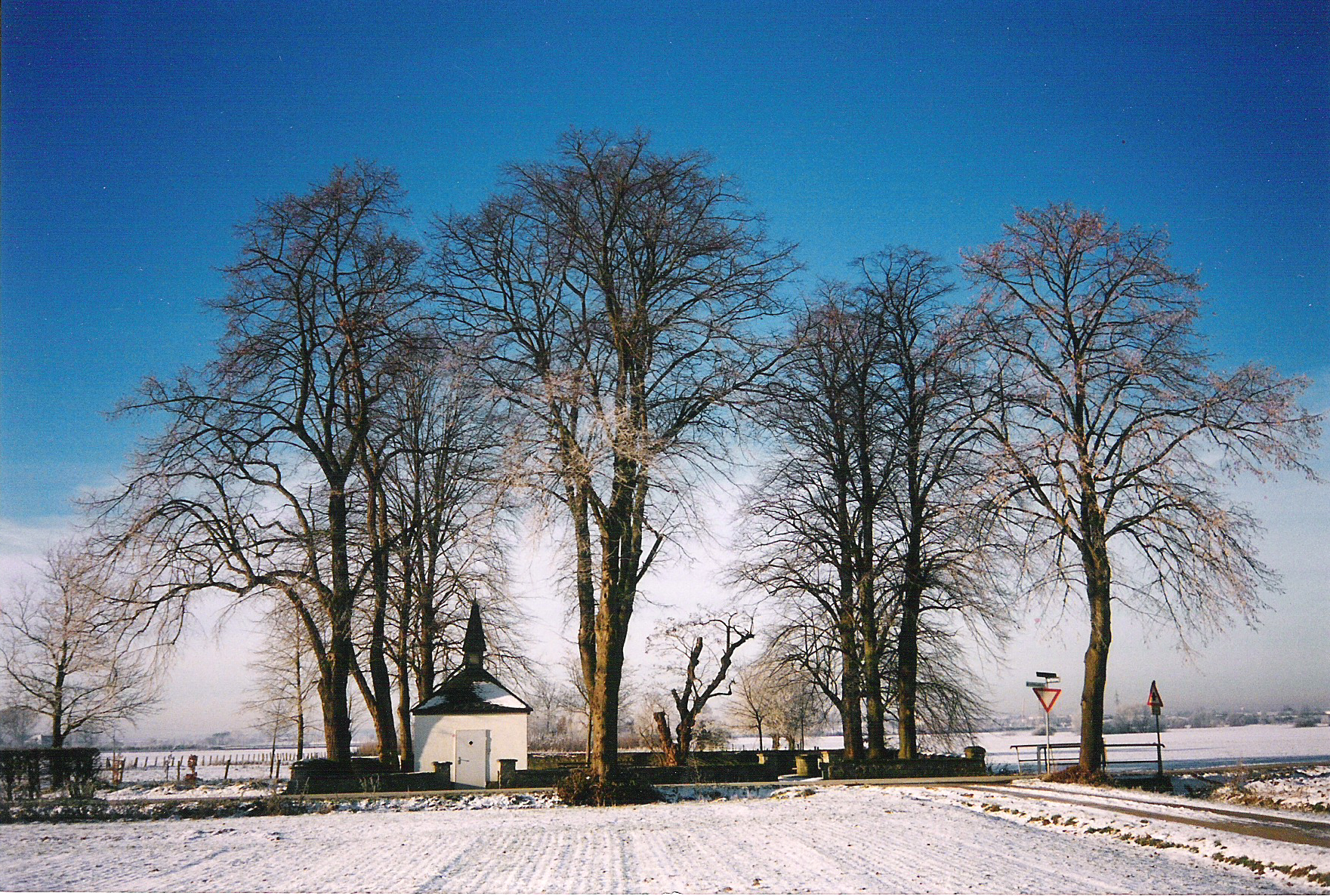
ブリュネケンの礼拝堂

- バート・ヴァルトリースボルンは、リップシュタットに合併した市区の内湯治場として最も有名な地区である。この集落のルーツは、1975年まで独立した町村であったリースボルンに属したズーデラーゲ農民共同体の一部である。現在の名称は1913年5月1日から用いられている。1975年以前リースボルンはベックム郡に属していた（この郡の大部分は、現在ヴァーレンドルフ郡に属している）。湯治場としての重要性は温かい塩泉によるもので、これが評判の高い「心臓病およびリウマチ治療センター」設立につながった。
- カペルはリップシュタット中核市区とほとんど分離できない。特に内市街に位置する工業地域（ヘラ KGaA ヒュック & Co. 第2工場、ローテ・エルデ）は境界を超えて本地区にまたがっている。この地区にとって重要なのは、遅くとも1139年には設立されていたプレモントレ会（ドイツ語版、英語版）女子修道院で、後にプロテスタント化されたカペル女子修道院である。この集落は1949年に当時のリップシュタット郡に編入された。
- リッペローデは1949年まで飛び地としてデトモルト郡に属しており、その後リップシュタット郡に編入された。リッペローデがリップシュタットの都市建設者の故郷であるという伝説に確実な根拠はない。リッペローデ城は1248年に初めて建設された。元々、この水城に仕えた人々がリッペローデ住民となった。
- エッケルボルンは、ヴェストファーレン＝リッペ地方連合 (LWL) の司法精神病LWLセンターがあることで広く知られている。この集落の歴史は1262年に遡り、エケーネベルネ家の騎士領を起源としている。
- ベニングハウゼンはエッケルボルンの東に連なっている。ここには精神科医療施設のLWL-クリニーク・リップシュタットがある[4]。この集落は9世紀に最初の記録が遺されているが、重要視されるようになったのは1240年のシトー会女子修道院創設以後である。この女子修道院は1820年に邦有救貧院に転用された。その敷地が現在の精神科病院の場所である。
- ローエは、ベニングハウゼン修道院の門前町で現在でも田舎の村の佇まいを留めている。1313年に Ruversloh として初めて文献に記録されている。メニングホーフは1500年頃に初めて記録されており、この周辺で最も古い農場の一つとされている。
- ヘリングハウゼン（ドイツ語: Hellinghausen）はリップシュタットの西に存在する。1235年にフリートハルツキルヒェン司祭区に建設されたこの集落は、「石になったパン」の伝説により、中世には周辺の宗教的注目を集めていた。
- ヘリングハウゼン（ドイツ語: Herringhausen）もフリートハルツキルヒェン司祭区に属した。集落中心部からやや離れたヘリングハウゼン城は、1720年から1730年に建設され、15世紀から現在までシュールレーマー家が領主館として利用している。
- オーヴァーハーゲンはリップシュタットの西側にほとんど融合した形で存在している。この集落も、元々はフリートハルツキルヒェン司祭区に属していた。集落の中心部にあるオーヴァーハーゲン城には、州内では有名な私立ギムナジウムや小劇場が入居している。
- エスベックはリッペ川左岸に位置し、ブスドルフ文書に「ヘルステ近郊の Ebike」として1036年に初めて記録されている。エスベックの歴史で重要なのは、1807年のシュタイン男爵による農奴解放である。
- デディングハウゼンはおそらく9世紀前半にヒルデスハイム司教アルトフリートの兄弟によって建設され、固有の教会を有していた。この集落は、リップシュタット中核市区を除いて市内で唯一ドイツ鉄道の駅がある集落である。
- リックスベックは、リップシュタットの東に境を接しており、工業地域によってつながっている。小さな丘陵地「リックスベッカー・アルペン」がこの集落を特徴付けている。
- ヘルステは、おそらくリッペ川沿いの旧ザクセン人定住地から981年に成立した村である、ヘルステの聖マルティヌス教区教会は、12世紀中頃からすでに存在していた。
- かつてビューレン郡に属していたガーフェルンは、1248年に初めて文献に記録されている。この集落は農業が主体の集落で固有の教会を有していない。
- レベーケは、リッペ側を挟んでヘルステの向かい側にある。ドルベル・メッティングハウゼンやニーダーデディングハウゼンをも含む強く農業主体の集落である。レベーケ最初の農民一家は、1653年に記録されている。
- ベーケンフェルデは市域の南東に位置し、かつては水車と教会があるパーダーボルン司教の所有地であった。聖ディオニシウス教区教会は、早くも12世紀に建設された。この教会は1719年から巡礼地となっている[5]。1864に建設された「ブリュネケン」のフェルトカペレ（礼拝堂）も同様に巡礼地の一つである。ベーケンフェルデにある、1756年にヨハン・マティアス・キッツによって建設されたシュヴァルツェンラーベン城は有名である。
- リッパーブルーフはリップシュタットで最も新しい集落である。この集落は第二次世界大戦後に旧空軍基地周辺に、かつての兵舎と数件の兼業農場から形成された。リッパーブルーフの住民は、初めは主に戦争難民、旧ドイツ東部領土から追放された人々、地元に住み着いた兵士の家族で構成されていた。やがてイギリス占領軍によって空軍兵舎の北の旧飛行場跡に再び兵舎が建設され、1958年からはリッパーラント兵舎としてドイツ連邦軍がこれを引き継いだ。ここには1990年代初めまで第27空挺旅団の一部が駐屯していた。冷戦終結後、第1空挺師団が廃止されると、第801輸送大隊がこの兵舎に入った。連邦軍の組織改革に伴い、2007年にこの兵舎は閉鎖された。旧連邦軍兵舎の敷地のおよそ半分が産業地として利用され、南側では2014年から住宅地が建設された。リッペブルーフの中心部には私立ギムナジウム・マリエンシューレがある。

## 歴史

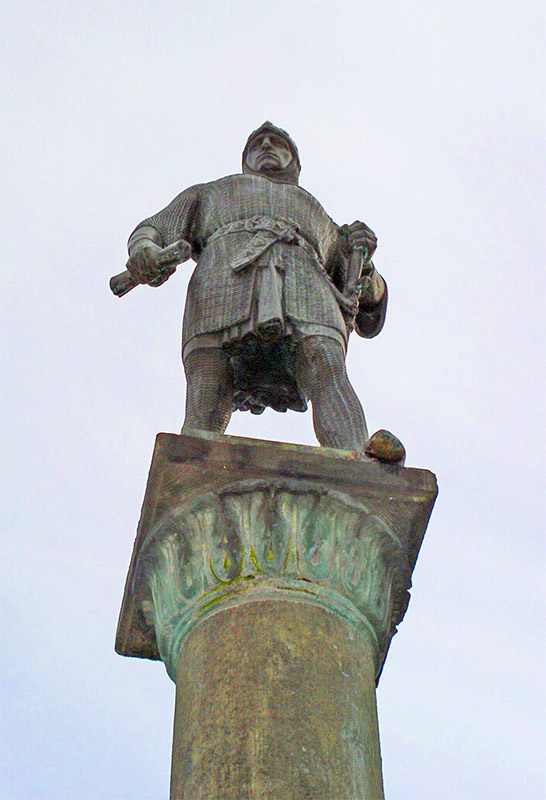
リップシュタット市内に建つベルンハルト2世像

リップシュタットは、1184年または1185年（精確な創設年は不明である）に貴族のベルンハルト2世ツー・リッペよって、ヴェストファーレンで初めての真の意味での計画都市としてリッペという名称で建設された。ベルンハルトはこの都市の建設許可を皇帝フリードリヒ1世バルバロッサから得た。

### 入植地の萌芽
こうした都市建設以前にも、現在の市域には古い入植地が存在していた。なかでも、現在のニコラ街や現在のニコライ教会の先代の建物は、商人の入植地や市場町として重要であった。その重要性は、この街がリッペ川の徒渉地に面している立地条件による。また、フランクフルト・アム・マインとリューベックを結ぶ交易路とパーダーボルンとミュンスターを結ぶ街道の交差する場所でもあった。さらに、本市の北西部には1120年からすでにリッペ家の水城が存在していたはずと推定される。ただしこれを裏付ける考古学的証拠は発見されていない。早くも1139年には現在のカペル市区にベルンハルト1世とその兄ヘルマン1世によってプレモントレ会女子修道院が設立されていた。リッペ貴族家の累代の城が現在の中核市区の北、リッペ川沿いのリッペローデ城であったとする説は否定された。この城は文献に初めて記録された1248年の直前、都市建設のずっと後に建設されたものである。一方、ベルンハルト2世が自ら創設した修道院またはそのすぐ近くに住んでいたという説は受け容れられている。
ザクセン戦争（1177年から1181年）では1179年に、ベルンハルト2世がハインリヒ獅子公に味方したことに対する復讐として、すでに成立していた集落の一部、特にニコライ街やその教会がケルン大司教フィリップ1世フォン・ハインスベルクによって破壊された。ザクセン公が追放され、ベルンハルト2世が帰還した後、彼は1184年に皇帝フリードリヒ1世から都市建設の許可を得た。1185年、ベルンハルト2世はこれに基づきリッペ市、すなわち現在のリップシュタットを建設した。

### 都市の建設と拡張

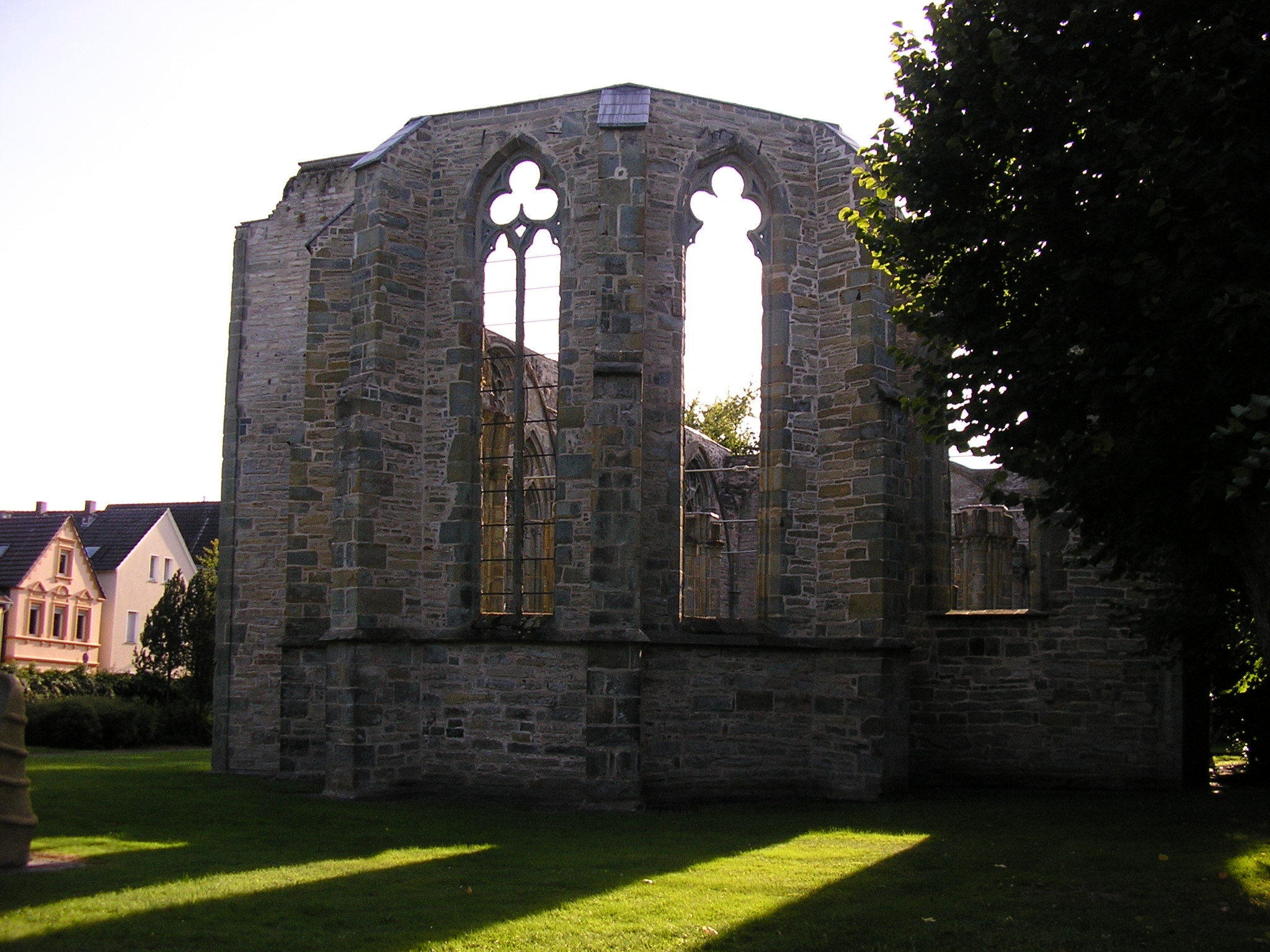
聖マリエン修道院教会（修道院教会跡）

ベルンハルト2世は、ザクセン戦争の過程で見聞・学習したブラウンシュヴァイクやハイデルベルクをモデルに都市建設の計画を行った。ニコライ街の復興は当初この計画に入っていなかったが、後に加えられた。これに合わせて1182年からニコライ教会の建設も行われた。1185年からリッペ川と現在のマルクト通り、ラートハウス通り、ポスト通りとの間に平行に土地が造成され、建設が行われた。また、ほぼ同時に聖マリエン修道院教会（現在の修道院教会跡）や市場教会として聖マリエン教会（現在の大マリエン教会）が建設された。
この新たに建設された都市は、1194年に「nova civitas」（新しい都市）として初めて歴史資料に現れる。この時点にはすでに土塁、壕、木材と土でできた防御柵といった防衛施設を有していた。かつてリッペ家の城があった場所ヘルメリングホーフに、1207年から内市街にあったアウグスチノ会女子修道院が建設された。これによりリッペ市の人口は急速に増加した。市場教会聖マリエン教会周辺のマリエンシュタットや、聖ニコライ教会周辺、聖マリエン修道院教会周辺ではそれが顕著で、1229年には防衛施設で囲まれた地域に取り込まれた。
ベルンハルト2世は、この頃にはすでに所領の統治を息子のヘルマン2世に譲り、自らはリヴォニアでデューナミュンデの修道院長として暮らしていた。1220年から1222年までの間にリップシュタットの住民は都市権を初めて獲得し、市場教会の聖マリエン教会を完成させた。遅くとも1231年からリップシュタット議会は固有の市の印章を用いており、1260年代に市壁の建設を始め、1292年にこれを完成させている。この壁は古い土塁施設に替わるもので、同時に19世紀までは市民都市「リッペ」と周辺の農村地区との境界をなしていた。
ベルンハルト5世の死後の相続争いと、それに続くベルンハルト5世の甥ジーモン3世と娘婿のテックレンブルク伯オットーとのフェーデによってリップシュタットの領主権は1376年に調停役のマルク伯エンゲルベルト3世に譲渡され、借金の質草として他家の手に渡った。領主権が土地所有者の手にない状態は1444年のゾーストのフェーデを経て1666年にリッペ伯とブランデンブルク選帝侯が共同統治地域を樹立するまで、すなわち共同でリップシュタットの領主権を有する状態になるまで続いた。

### 商業都市リップシュタット

1588年のリップシュタット

都市建設以前からすでに、リップシュタットはリッペ川の徒渉地に面する立地条件から重要な交易路が交差する地点であった。1220年の都市権確定と1244年の都市特権再授与により、本市における交易や商売の展望はさらに改善された。遅くとも1244年からこの街で歳の市が開催されており、特に広域商人の商品が売買された。市は商人の入札や場所代で利益を得た。16世紀には年に4回、1691年には年に6回、18世紀末には年に8回の市場が開催されたことが証明されている。市場教会である聖マリエン教会と市庁舎との間の旧マルクト広場、現在のラートハウス広場が市場として用いられていた。
中世都市の商業発展に重要なもう一つの要素が、固有の貨幣鋳造所の存在であった。この街には1231年にはすでに2つの貨幣鋳造所が存在したが、初めはイングランドの貨幣を改鋳したものであった。13世紀中頃に初めてリッペのバラを図案とする固有の貨幣が初めて現れた。1290年から1310年までのリップシュタットのプフェニヒ硬貨は、デンマーク、イングランド、ポーランド、メクレンブルクの多くの貨幣出土品から見つかっている。
1253年7月17日、リップシュタットはミュンスター、ゾースト、ドルトムントとともに、第二次ヴェストファーレン都市同盟創設メンバーとなった。1268年にはオスナブリュックがこの都市同盟に加わった。この都市同盟は、特に土地領主に都市の経済力を誇示するものであった。
12世紀から13世紀には、リップシュタットはハンザ都市でもあった。これによりリップシュタット商人は、組織自体形成され始めたばかりのハンザ内で活動した。ヴェストファーレンのほとんどすべての都市と同様にこの街も、時には北ドイツ地域全体の経済政策を決定した都市によるこの巨大組織のメンバーであった。この街もリューベックでの大ハンザ会議に代表を送っていたが、リップシュタットにとってはケルンでの三部会や地域会議の方が重要であった。リップシュタットは1494年の通商登録簿に書き込まれており、1540年にはプリンツィパルシュタットに昇格した。しかし1669年4月18日のリューベックにおける最後のハンザ会議に、それまでハンザ同盟の会員であったにもかかわらず、リップシュタットは参加しなかった。

### 宗教改革とその後
マルティン・ルターの教義とそれに基づく宗教改革は、リップシュタットのアウグスチノ会修道院の2人の修道士ヨハネス・ヴェスターマンとヘルマン・コイテンによってリップシュタットにもたらされた。彼らは1520年から1524年にヴィッテンベルク大学で学び、ルター派の新しい思想に感化したのであった。1523年2月3日にヴェスターマンはヘルフォルトのアウグスチノ会隠修士ゴットシャルク・クロップとともに学位を授与された。
ヨハネス・ヴェスターマンは、同じ年にリップシュタットに戻り、新しい教えを説いた。1524年にブリューダー教会で彼が行った四旬節の説教がリップシュタットで印刷された。この冊子はヴェストファーレンにおける宗教改革運動の最初の文書である。同じ年にヴェスターマンの教理問答集も、やはり中低ドイツ語で著述されている。しかし、新しい教えによるリップシュタットの兄弟団の変化をケルン大司教に隠し通すことはできなかった。このためドミニコ会士ヨハネス・ホスト・フォン・ロムベルクがリップシュタットに派遣された。彼は1526年3月16日に大マリエン教会でリップシュタットの説教に反論する説教を行った。
その後、リップシュタットで教会上および宗教上の深刻な変化が起こった。特に都市行政に強い発言権を有するリップシュタットのツンフトの要望が大きな変化をもたらした。1531年にツンフトはルター派信者とともに反乱を起こし、市の参事会員を追放し、新たな議会を創設した。1年後、リップシュタット伯家とクレーフェ公家の都市領主は、ケルン大司教、ミュンスター司教、オスナブリュック司教、パーダーボルン司教の支援を受けてこの街への通行を遮断した。
調停の試みは1535年まで失敗を続けたが、物資不足が深刻化したため1535年7月13日に市民が降伏し、聖職者は罷免された。これを承けて、リッペ伯ジーモン5世、ユーリヒ＝クレーフェ＝ベルク公ヨハン3世とリッペ市（当時はまだこの名称で呼ばれていた）との間で協定が締結された。これにより、市の教会改革は旧来に戻すが、ミサは今後もドイツ語で行って良いとされた。説教師は市から追放され、その後他の土地に移り住んだ。ヨハネス・ヴェスターマンはホーフガイスマー付近に移住し、1542年にその地で亡くなった。一方、ツンフトの政治参加は引き続き認められた。ところが、その後両領主家が宗教改革に向かったため、リップシュタット市民もアウクスブルクの和議に基づきルター派信仰に留まった。聖アンネ＝ローゼンガルテン修道院の小さなカトリック組織は、その後特に周辺部から流入した人々によって拡大し、新たなカトリック教団が形成された。

### 三十年戦争

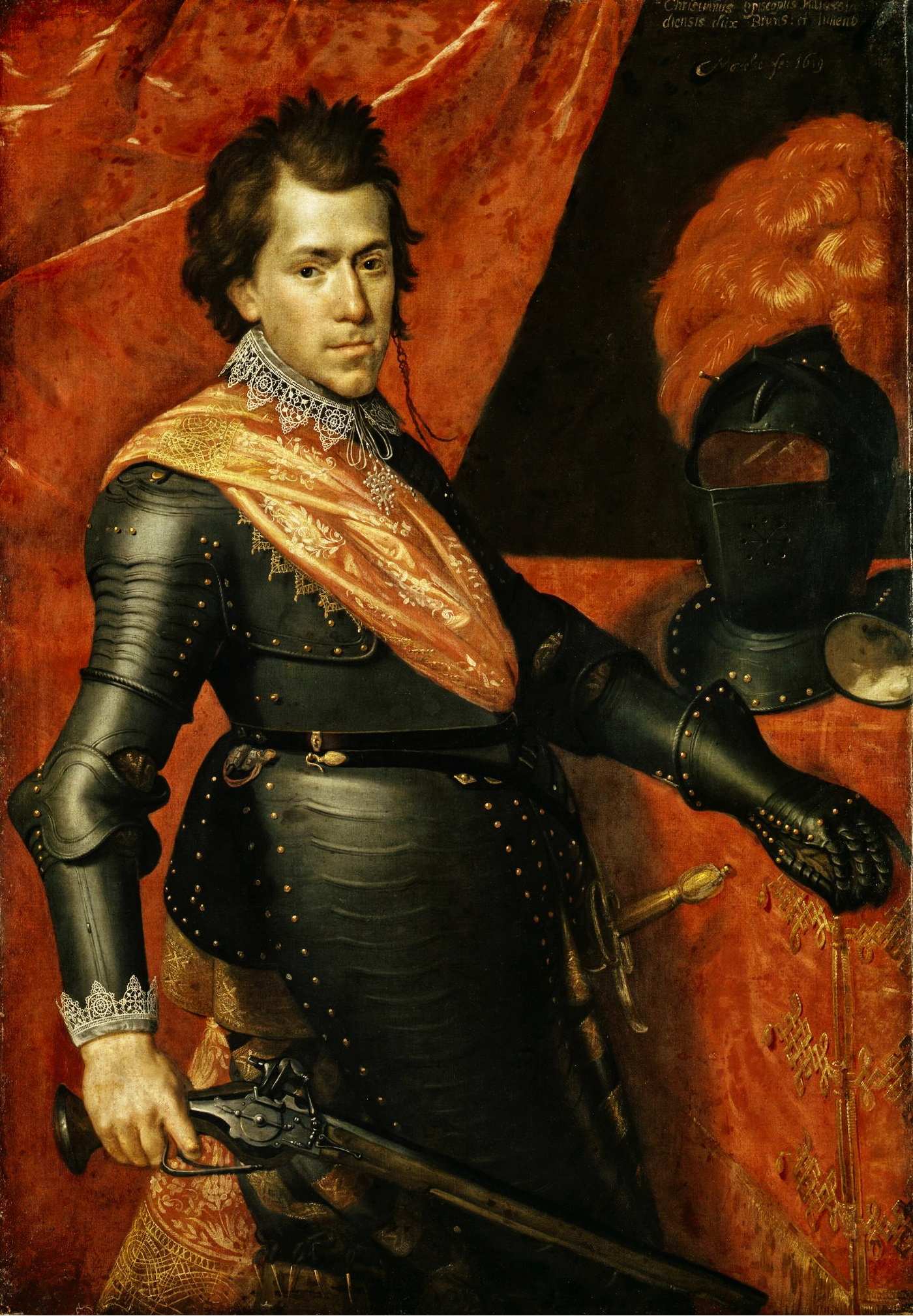
クリスティアン・フォン・ブラウンシュヴァイク＝ヴォルフェンビュッテル

三十年戦争（1618年から1648年）では、リップシュタットも戦乱を免れ得なかった。1621年から1622年にかけての冬、リップシュタットはクリスティアン・フォン・ブラウンシュヴァイク＝ヴォルフェンビュッテルとその軍勢によって宿営地として占領された。この司令官は、この街から周辺のカトリック地域であるパーダーボルンやミュンスターへ定期的に略奪行に出かけていった。「向こう見ずのクリスティアン」とも呼ばれたこの司令官は、略奪し鋳つぶしたパーダーボルン聖堂の宝物からプファッフェンファイントターラー硬貨を鋳造した。この軍勢が去った後、リップシュタットを征服しようとした皇帝フェルディナント2世軍の試みは、1623年10月24日に成功した。リートベルク伯ヨハンに率いられたこの軍勢はこの街に宿営し、1633年まで留まり続けた。しかしこれにより、この街は本格的な戦争を免れた。
1633年に戦争の同盟関係が大きく変化し、今度はヘッセン＝カッセル方伯ヴィルヘルム5世がザルツコッテンを破壊し、占領した。早くもその1日後にリップシュタット市民はこの軍勢の入城をゆるし、彼らは1648年の戦争終結までこの街に留まった。占領者たちは、この街の好立地や強化された防衛施設を利用した。ヘッセン方伯はこの街を1650年に解放した。1666年にクレーフェ協定に基づいてブランデンブルク選帝侯が領主としてリップシュタットに現れた。

### 魔女裁判
1565年、3人の女性アレケ、アンナ、カタリーナに対するリースボルンの魔女裁判がシュトロムベルク城で行われた。彼女たちは、魔法を使うとして告発され、捕らえられ、拷問され、火刑に処せられた。1573年頃には、ジーモン6世伯の下、リップシュタットで多くの魔女狩りが行われ、「多くの女性市民が連行され、火あぶりにされた」。
アントン・プレトリウス牧師は1613年の著書で、魔女裁判によって「釘鍛冶職人エーバート・バルヴェとその姉妹、それにフライタークという名前のパン焼きの女性が長い拷問の後に自白を撤回し、住民が反対したにもかかわらず釈放された」と述懐している。この魔女裁判はアントン・プレトリウスに強い感銘を与えた。この事が、1597年に生命の危険を賭して女性たちを拷問室から解放させ、魔女狩りや拷問に対する戦いを文筆の上で続けることに決定的な影響を及ぼした。
1630年から1677年の間にさらに魔女裁判が行われた。

### 要塞の時代

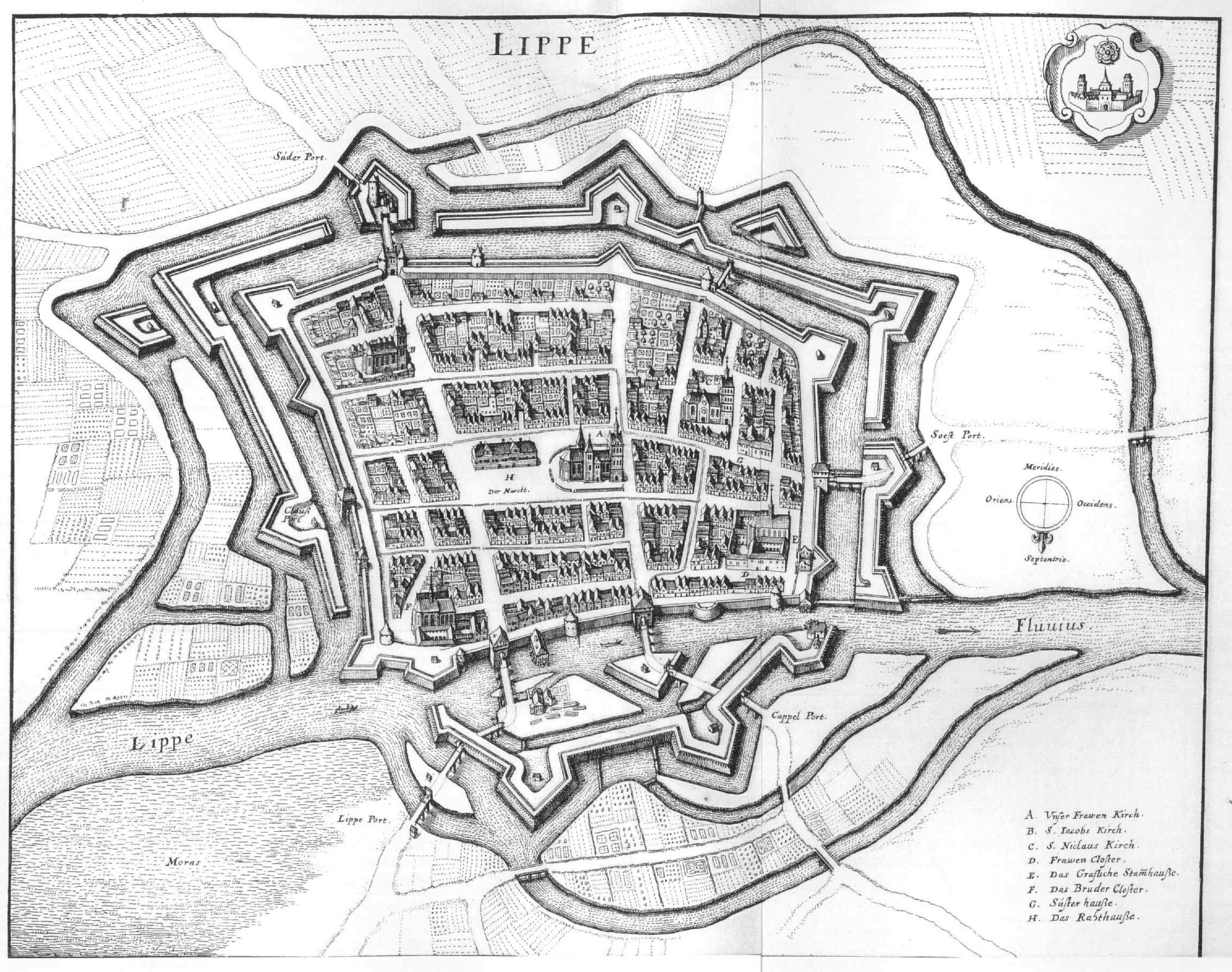
1647年に出版されたマテウス・メーリアンの銅版画に描かれたリップシュタットの絵地図

ヘッセンとブランデンブルクとの協定に基づき、ブランデンブルク軍の5個中隊がリップシュタットに駐留した。リップシュタット領主家はこれに関与していない。駐留は1669年から始まり、これ以後ブランデンブルク選帝侯はさらに軍事力を増強し、城の要塞化をさらに強化した。南側の市壁だけで700人の労働者が投入され塁壁が強化された。リップシュタットはブランデンブルク拡大の一部となり、フランス王ルイ14世との戦争ではゾーストとリップシュタットとの間に軍隊も派遣された。
要塞内はこの時代に、一連の災難に襲われた。1656年と1676年の2度の火災があり、1673年の発疹チフスの流行では2000人の死者が出た。1679年3月4日、フランス軍がこの街を占領した。これ以後ブランデンブルク軍はビーレフェルトやミンデンに退却した。繰り返される占領や災難によりリップシュタットの経済状況は17世紀末までに劇的に悪化し、リッペやブランデンブルクの領主への税を納められなくなった。一方ブランデンブルク＝プロイセンのリップシュタットに対する関心は高まって行き、リップシュタット全域を獲得しようとする試みが何度もなされた。1730年に軍人王フリードリヒ・ヴィルヘルム1世が、その10年後にはフリードリヒ2世がこの街に入った。
1757年、フランス軍は、プロイセン王と同盟を結んだハノーファーに対する七年戦争に出兵した。リップシュタットはその行軍ルート上に位置していた。この年の4月26日にフランス軍はリップシュタットで1300人の兵士を召集した。プロイセン軍はそれ以前にこの街から離れていた。1758年のフランス軍撤退に続いて、プロイセンのユサールがこの街に入城した。翌年この街はフランス軍に再び包囲された。1761年にハム近郊のフェリングハウゼンにおいてこの地域で最も重要な戦闘が行われ、フランス軍が撃退された。フベルトゥスブルク条約に基づき、1763年にリップシュタットの要塞施設は完全に解体された。
1807年のティルジットの和約以後プロイセンはエルベ川以西の所領をすべて放棄しなければならなかった。リップシュタットもフランス＝リッペの支配下に置かれた。1808年8月8日、市議会はナポレオンに忠誠の宣誓を行った。フランス政府は、250年前から教会を持たなかったカトリック教団に対してニコライ教会を礼拝の場として与え、司祭ヨドークス・デンカーを司牧者として任命した。フランスの占領は早くも1808年に終結した。ウィーン会議は、プロイセン＝リッペの共同統治領を復活させた。

### 工業化
1848年革命のバリケード闘争は3月12日にリップシュタットにも及んだ。しかし市当局の静かで落ち着いた対応により、これがエスカレートすることはなかった。同じ年にリップシュタット固有の日刊紙「デア・パトリオート」が創刊された。1850年5月17日、リッペ侯は補償金と引き替えにリップシュタットの領主権を放棄する協定をプロイセンと締結し、この街はプロイセン領となった。現在のリッペローデ市区とカペル市区は、共同統治終結後もリッペ侯領に残った。

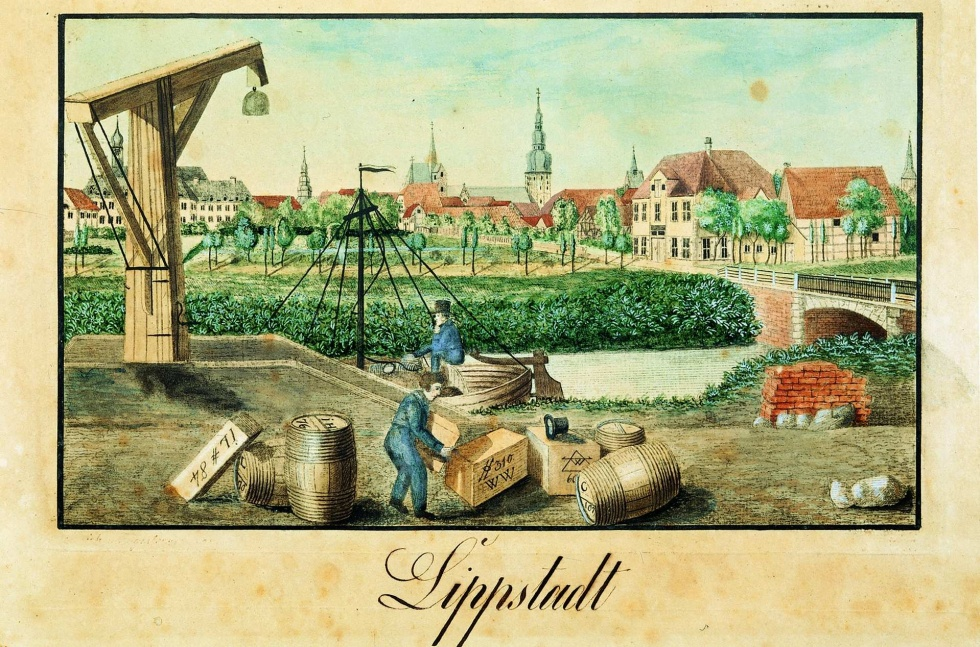
1830年代のリップシュタットの運河と港

工業化に伴って1820年頃から市の人口が急速に増加した。それまでは最大値に達した13世紀からほぼ一定の 3,000人近くを推移していた。ところが1850年に 5,000人、1865年に7,000人、1902年には13,000人と増加した。こうした発展に対して、工業進出や交通路拡充のための土地が用意された。1819年からリッペ川の水運がリップシュタットまで延長され、港湾が用意され、1830年には水運用の運河が掘削された。しかし鉄道との競合により水運は再び放棄された。1868年には、わずか4本の貨物船がリップシュタットに接岸しただけで、1870年にはハムより上流の水運は廃止された。
リップシュタットへ鉄道が開通したのは1850年、ヴェストファーレン王立鉄道会社による、現在のハム - ヴァールブルク線であった。その後1883年にヴァールシュタイン、1887年にレーダおよびミュンスター、1898年にベックムに接続した。こうしてリップシュタットから鉄道が放射状に伸びるようになり、中央駅の他に1898年に北駅が建設された。最初の重要な道路は、1823年に設けられたエルヴィッテ - リップシュタット - ヴィーデンブリュック線であった。この道路はコブレンツ - ミンデン線、現在の連邦道 B55号線の一部をなした。カペラー幹線道路（現在のベックマー通り）は1878年に設けられた。この2つの道路は、1880年代までリップシュタットと周辺地域とを結ぶ唯一の舗装道路であった。
1860年頃リップシュタットに最初の大きな鉄工所が進出した。この会社は後に「ヴェストフェリシャー・ウニオーン」に引き継がれた。1900年まで順調に発展し、800人の従業員を擁し、針金製品は日本にまで輸出された。この工場のおかげで、市の南部に大きな住宅街とヨーゼフ教会が建設された。1902年にさらに大きな企業「プロイセン王立銃砲工場」の基礎がベックマー通り沿いに設けられた。1905年には400人の従業員がこの工場で製造に従事した。1912年に中規模の照明器具工場ザリー・ヴィントミュラースが、ヴァストファーレン金属工業に発展し、リューニング通りに移転した。

### 20世紀
リップシュタットで工業化が始まって以後、19世紀の後期から世紀の変わり目の時代に、この街では多くの中小企業が設立された。その中には、地域的に重要な大企業に成長した企業も少なくない。たとえば、リップシュタットのブルワリー「ヴァイセンブルク」「ニース」「タンネンベルク」などである。市民が裕福になったことは、ランゲ通りやカペル通りをはじめとする様々な街区に建つこの会社乱立時代の新しい邸宅にも表されている。
第一次世界大戦敗戦後、そして1918年11月9日の共和国成立後に、他の多くの町と同様にリップシュタットでも労兵レーテが創設されたが、市の発展や生活の変化はわずかであった。1920年代の物資不足は社会的不正を招き、経済恐慌と1923年のインフレーションにより、ドイツ全土でこうした社会問題が悪化した。
1923年から1924年にかけての冬に、ヴィルヘルムシューレに最初の大きな緊急厨房が設けられた。一方、住宅不足や失業問題はその状況をより深刻化した。1929年にリップシュタットにNSDAPの地域グループが結成された。リップシュタット住民は1933年まで主に既存の中央党を選択していた。現在リップシュタットの市区となっており、当時はリッペ自由国に属していたリッペローデだけは、「権力掌握」前の最後の選挙ですでにヒトラーに多数票を投じていた。
リップシュタットは、アイケルボルンの精神病院や、1933年に短期間ではあるが強制収容所として利用され、その後の一時期モーリンゲン強制収容所からのユダヤ人肺病患者を収容した州立矯正施設に近かったことから、医療犯罪の舞台となった。この街の福音主義病院では、国家社会主義の時代に数多くの強制断種が行われた。施設内は、肉体的な虐待と大規模な安楽死プログラムで最悪の状況となった。
ドイツ軍国化の時代にリップシュタットは再び駐屯地となった。市の南部にいわゆる「フラク兵舎」、北部にリッパーブルーフ空軍基地が設けられた。
1938年11月9日、ドイツ全土で行われたユダヤ系市民やその財産に対する暴行・侵害がリップシュタットでも起こった（「水晶の夜」）。これによりシナゴーグも外壁まで完全に破壊された。1942年に残っていたユダヤ住民が逮捕された。その大部分は国家社会主義者によって、ホロコーストで殺害された。

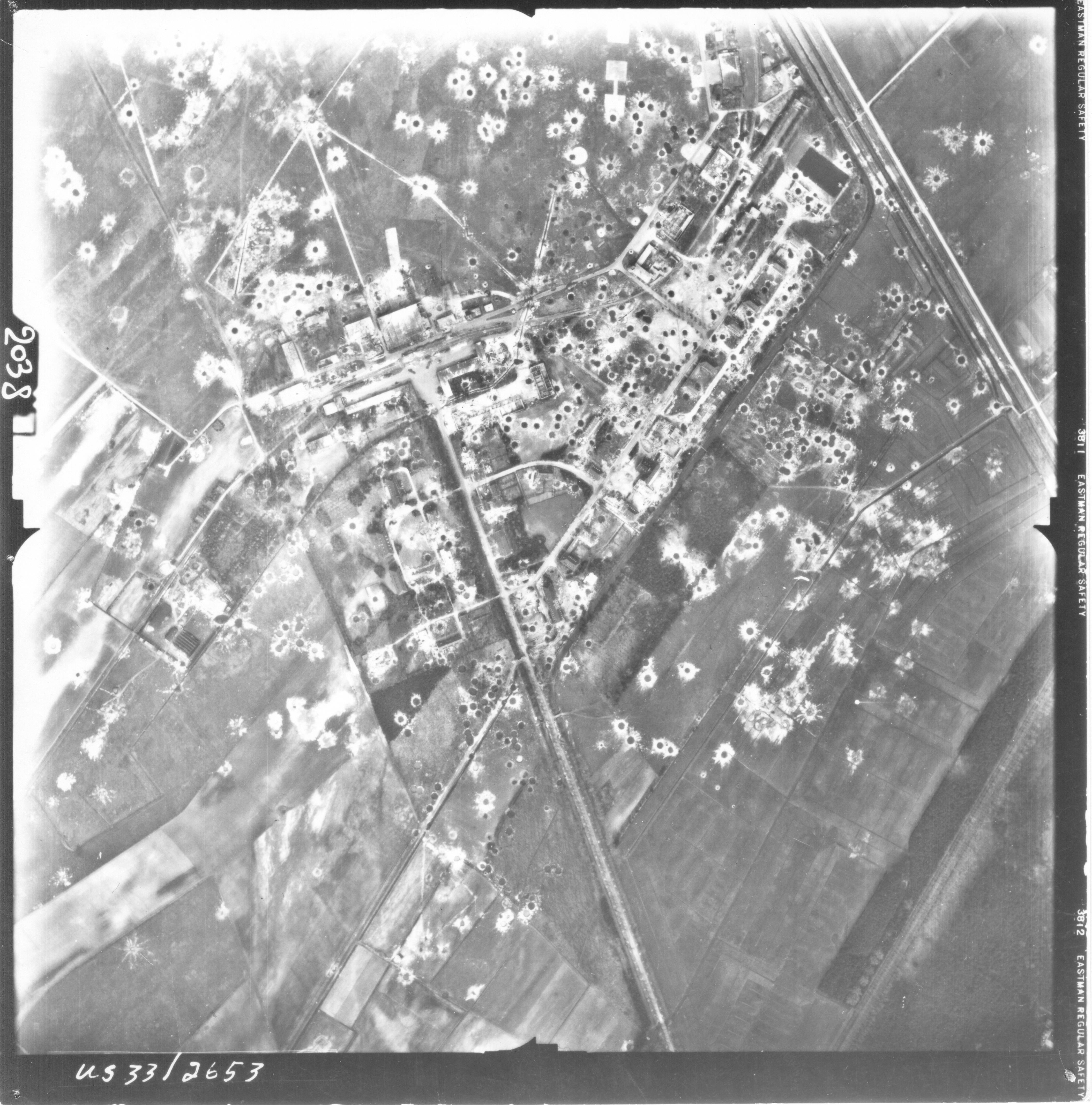
空爆後のリップシュタット

第二次世界大戦開戦によりリップシュタットの工業化の方針も変更された。リップシュタット鉄鋼・金属工場とヴェストファーレン金属工業の2社に設けられたブーヒェンヴァルト強制収容所の分所における強制労働による軍需製品が特に優先的に生産された。
ドイツ全土と同様に、リップシュタットの地元住民の大部分が兵役に就くことを強いられた。戦争末期の砲撃戦で、この街は大部分が破壊された。1945年4月1日にアメリカ軍がリップシュタットに入城し、これにより「ルール・ポケット」の封鎖が完了した。この街はほとんど無抵抗で、戦闘なく降伏した。同じ日にカウニッツで700人以上のユダヤ人強制労働者が解放された。彼らはその数日前にリップシュタットからベルゲン＝ベルゼン強制収容所への「死の行進」に送り出された人たちであった。
その後、リップシュタットの運営は、最初はアメリカ占領軍が、次いでイギリス占領軍が担当した。第二次世界大戦終結後、この街はイギリス管理地区に属した。軍政府は、いわゆるディスプレイスト・パーソンズ（追放された人々、DP）を収容するために DP収容所を設けた。収容者の多くはソヴィエト連邦、ポーランド、ハンガリーの出身者であった。
戦後初めて住民が選挙参加したのは、1946年9月15日の政治的責務を負わない市長を選択する「予備選挙」であった。この時点でリップシュタットに住んでいた約3,000人の被追放者はこの選挙から除外された。1948年、クッション職人のマイスターでSPDの政治家のヤーコプ・コーネンがこの街の戦後初の市長となり、1974年に亡くなるまでこの職を務めた。内市街北部の通りと屋内プール（2011年に取り壊された旧屋内プールである）「ヤーコプ＝コーネン＝バート」は彼にちなんで名付けられた。
1975年1月1日、隣接する集落を合併したことでリップシュタットの面積は、以前の29.82 km2 から113.3 km2 に拡大した。同時に旧リップシュタット郡は、新たに創設されたゾースト郡に編入され、リップシュタットは現在同郡の最大都市となっている。郡庁所在地の選挙では大差でゾーストに敗れた。これはゾーストが新しい郡の中央に位置しているためであった。
リップシュタットは1987年に、ヨーロッパ歴史的射撃協会のイベントヨーロッパ射撃祭のホスト都市となった。

### 洪水と洪水防止
1965年7月16日から17日、リップシュタットは「ハインリヒスフロート」と名付けられた壊滅的な洪水に襲われ、中核市区の広い部分といくつかの市区部が被害を受けた。特にゾースト通り周辺の住居の1階部分は、1 m 近くの浸水を被った。この洪水の後、数多くの洪水防止用水位調整池が設けられ、リッペ川沿いの道路や橋で大規模な工事が行われた。これによりこの街を流れることが可能な水量は4倍に増加した。この施策の結果、2007年8月に42年前よりも大量の水がこの街を流れたが、被害は生じなかった。

### 市町村合併
1975年1月1日、かつてのベニングハウゼン、ベーケンフェルデ、カペル、デディングハウゼン、アイケルボルン、エスベック、ガールフェルン、ヘリングハウゼン (Hellinghausen)、ヘリングハウゼン (Herringhausen)、ヘルステ、リッペローデ、ローエ、オーヴァーハーゲン、レベーケ、リックスベックおよび、リースボルンの一部（バート・ヴァルトリースボルン）とエルムジングハウゼンの一部（グート・シュヴァルツェンラーベン）がリップシュタットに合併した。

## 住民

### 人口推移

リップシュタットの人口推移図。赤線は各時点の市域における人口、青線は現在の市域における人口である。

1819年から2013年の各時点の市域における人口を右のグラフに示す。
中世および近世にはリップシュタットの人口が3,000人を超えることはなかった。それは、多くの戦争、疫病、飢餓が繰り返し起こったためである。19世紀に工業化が始まると人口増加が加速した。1819年に3,115人だった人口は1900年にはすでに12,533人に達した。その後も人口は増え続けた。1950年のこの街の人口は31,462人となった。
1975年1月1日に周辺の多くの集落を合併したことで人口は 22,288人増加し、63,983人となった。2004年に人口は最高値の67,486人を記録した。このうち、外国の出身者は7,104人（10.5 %) であった。2011年12月31日時点のノルトライン＝ヴェストファーレン州情報技術局の研究に基づくリップシュタットの「公式人口」は、66,936人である。
数値は人口調査結果あるいは州統計局の公式な研究値に基づいている。

## 行政

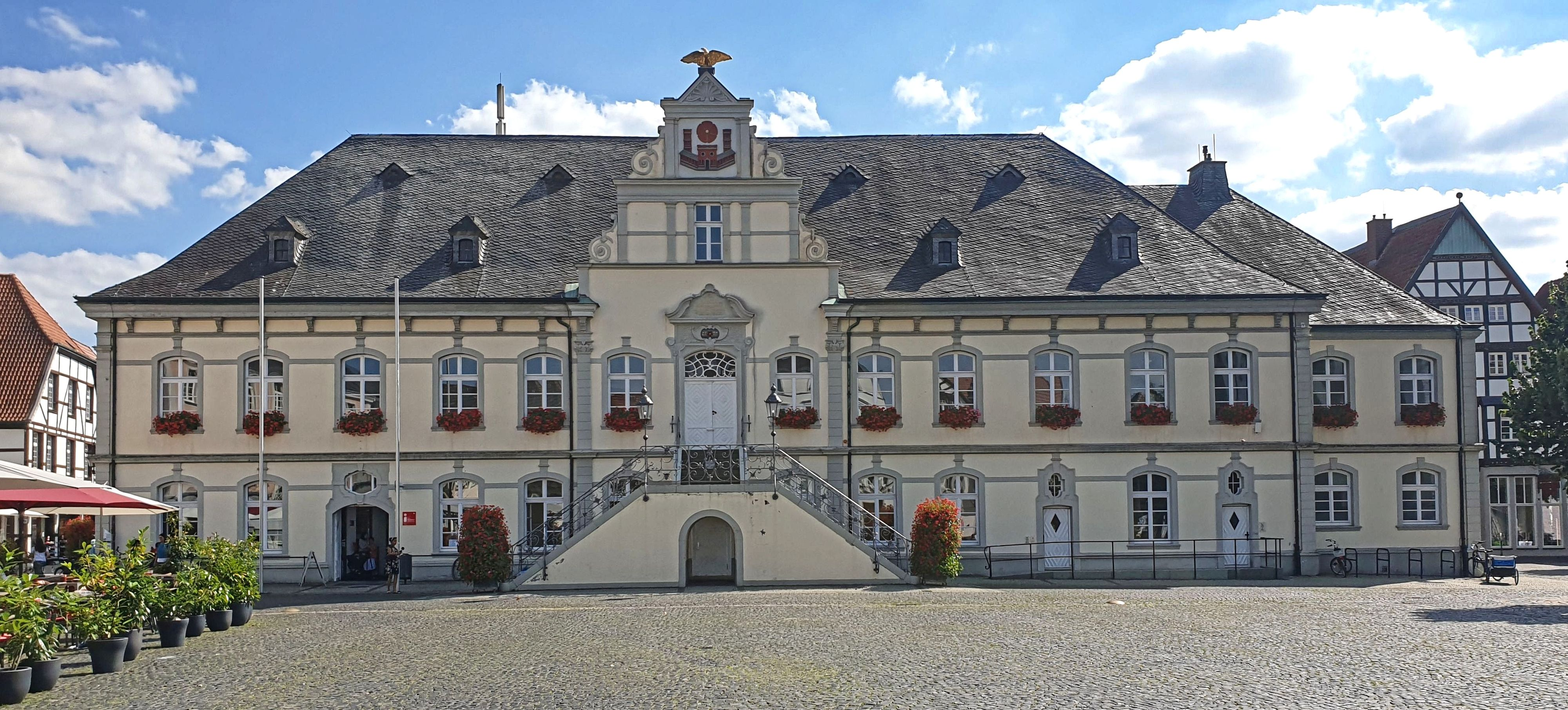
リップシュタットの歴史的市庁舎

### 市議会
本市の市議会は、50議席で構成されている。

### 首長
2016年現在のリップシュタットの市長はクリストフ・ゾマー (CDU) である。彼は、2005年10月に引退した CDUの政治家ヴォルフガング・シュヴァーデの後任として市長に就任した。リップシュタットの市区のいくつかは助言を行うパートナーとしての市区代表を立てている。

### 紋章
リップシュタット市は1938年6月10日に現在の市の紋章を使用する権利を認可された。
図柄: 銀地で、中央に赤い鋸壁を戴く開いた楼門。その両側に2本の赤い鋸壁を戴く小さな脇塔がある、屋根がついた城壁通路。脇塔の間に赤い5弁のバラ。
この紋章は、上記の認可取得後、市の紋章として用いられている。バラは、リッペ貴族家の家紋を構成するもので、「リッペのバラ」として知られる。

### 姉妹都市および保護援助関係
- ウーデン（オランダ語版、英語版）（オランダ、北ブラバント州）1971年10月22日[13]

ウーデンは北ブラバントに位置し、アイントホーフェン、ナイメーヘン、スヘルトーヘンボスに囲まれている。
1955年からリップシュタットは、ビェルスコ＝ビャワ郷土グループの支援を行っている。ビェルスコ＝ビャワはポーランド、シロンスク県南部の都市で、ビェルスコはシレジア、ビャワはガリツィアに属す。

## 文化と見所

### 演劇

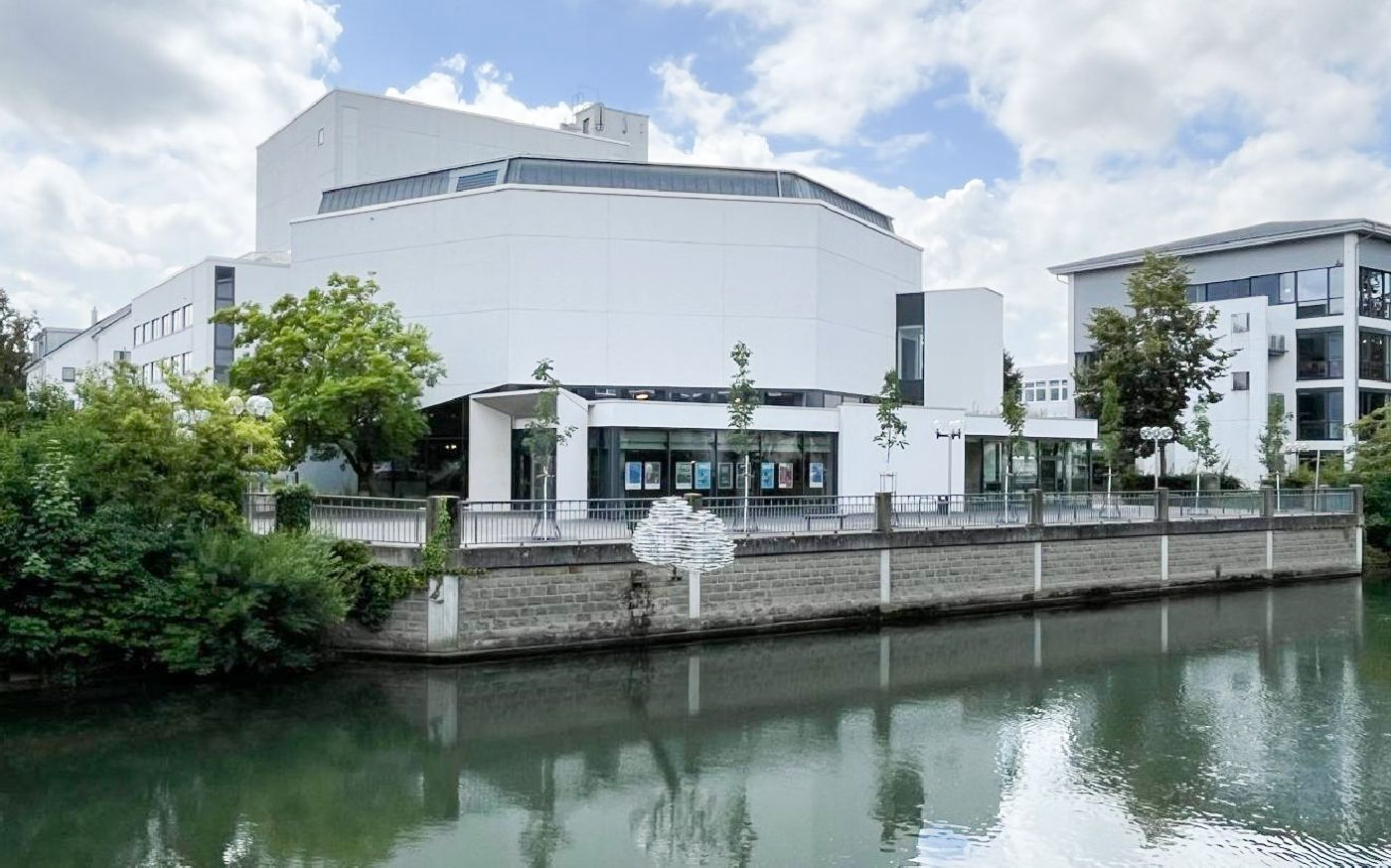
リップシュタット市立劇場

リップシュタットの最も重要な文化施設が市立劇場である。この建物は、1973年に元々隣接するオステンドルフ＝ギムナジウムの講堂として計画されたのだが、その後急速に広く知られる重要なステージとなった。この劇場は 787席を有している。シュトゥーディオビューネ（スタジオステージ）は本舞台の裏にあり、200席を有する。公演演目には、オペラ、オペレッタ、ミュージカル、交響楽のコンサート、室内楽コンサート、スピーチ、舞踊や、演芸・コメディ・キャバレーの夕べ、子供劇の上演が含まれる。
1994年からKWL クルトゥールとヴェールブルク・リップシュタット GmbH は、市立劇場の公演プログラムの主催者として発展してきた。劇場プログラム委員会の支援により年間公演計画が立案され、リップシュタット市立劇場では約 60本の客演公演が行われている。KWLのほか、市音楽協会 e.V.、コンラート＝ハンゼン音楽学校、ヴェルナー＝ボーラー＝サークル、カルチャーリング・リップシュタット e.V.、その他の文化施設がリップシュタット市立劇場での興行主となっている。
市立劇場の他に、バート・ヴァルトリースボルン文化センターにステージがある。

### 映画
リップシュタット内市街には2つのシネマコンプレックスがある。ラートハウスパサージェの「キネマ + シュトゥーディオ」とジューダートーアの「キネプレックス・リップシュタット」である。「ノルトシュテルン」と「ジュートテアター」は1980年代の終わり頃に閉館した。映画館「カメラ」、「アポロ」「グローリア」が入居する「ニュー・アポロ」は、2005年初頭に閉鎖され、ディスコに改築された。ここは現在ディスコ「J.O.Y.S」となっている。

### 音楽
この街では、市立音楽協会をはじめ数多くの音楽・芸術家団体が文化生活を形成している。
市立コンラート＝ハンゼン音楽学校は、1967年からあらゆる形態の音楽に積極的に取り組み、「音楽は人生そのもの」というモットーを体現している。この学校はヴォーンパルク・ジュートの修復された保護文化財に指定されている建物で教育を行っている。幼稚園、学校あるいはフリーミュージシャンと共同で組織は強力なネットワークを有している。コンサートや音楽制作はこの街の文化行事となっている。
リップシュタットの音楽シーンは1990年代に大きく拡大した。ほぼすべてのジャンルのバンドが存在している。いくつかのグループやミュージシャンは広範囲に、一部はドイツ全土で名前を知られている。
シンガーのザシャとの共演で有名になったコスモ・クラインは、バンド「アンビリーバブル・シーン」で最初のステップを踏み出した。このバンドはオルタナティヴ・ロックで注目され、2001年に「サッチ・ア・サージ」の前座バンドとして演奏した。古典的なロックの分野にはバンド「ザ・ルーツ」がある。このバンドは、アルバム（「ファースト・ハーベスト」や「レッド・ルーム」）やライブ演奏で大きな成功を収めた。「ザ・ルーツ」のバック・シンガーを務めたカトリン・ヴルフは様々なプロジェクトに参加したほか、TV出演も果たした。彼女は「リップシュタットの歌」に参加した女性シンガーの1人である。「リップシュタットの歌」の作曲家は、「グルッペ・コンタクテ」の創始者として知られるラインハルト・ホルンである。「グルッペ・コンタクテ」は教会の日やカトリックの日に宗教音楽を演奏している。ドラマ「グーテ・ツァイテン、シュレヒテ・ツァイテン」(GZSZ) の俳優として知られるドミニク・ベールは、リップシュタットのステージに立っていた。彼のキャリアはリップシュタットでのエルヴィス・プレスリーのコピーバンドから始まっており、彼自身エルヴィスのミュージカルを書いている。
2000年代初めまでリップシュタットの音楽シーンは再び沈静化していたが、その後多くの新しいバンドがリップシュタットで結成され、イベントや地元クラブでの演奏でリップシュタットの音楽シーンは再び活性化した。特に、1. リップシュテッター・シュパスフェライン e.V. は、そのイベントによってこの街のサブカルチャーを豊かなものにしている。この団体は、2009年と2010年にフェスティバル「ロック・アム・ギター」を組織し、コスモ・クライン、ダニエル・ヴィルツ、オレンジ・バット・グリーン、グロスシュタットゲフリュースターといったアーティストらがこれに参加した。その後は大きなイベントは開催されず、2012年6月に、（旧）野外プールの広場でバンド「イル・ニーニョ」や「ヴォーンラウムヘルデン」が出演した「ハードビート＝フェスティバル」が開催された。

### 建築

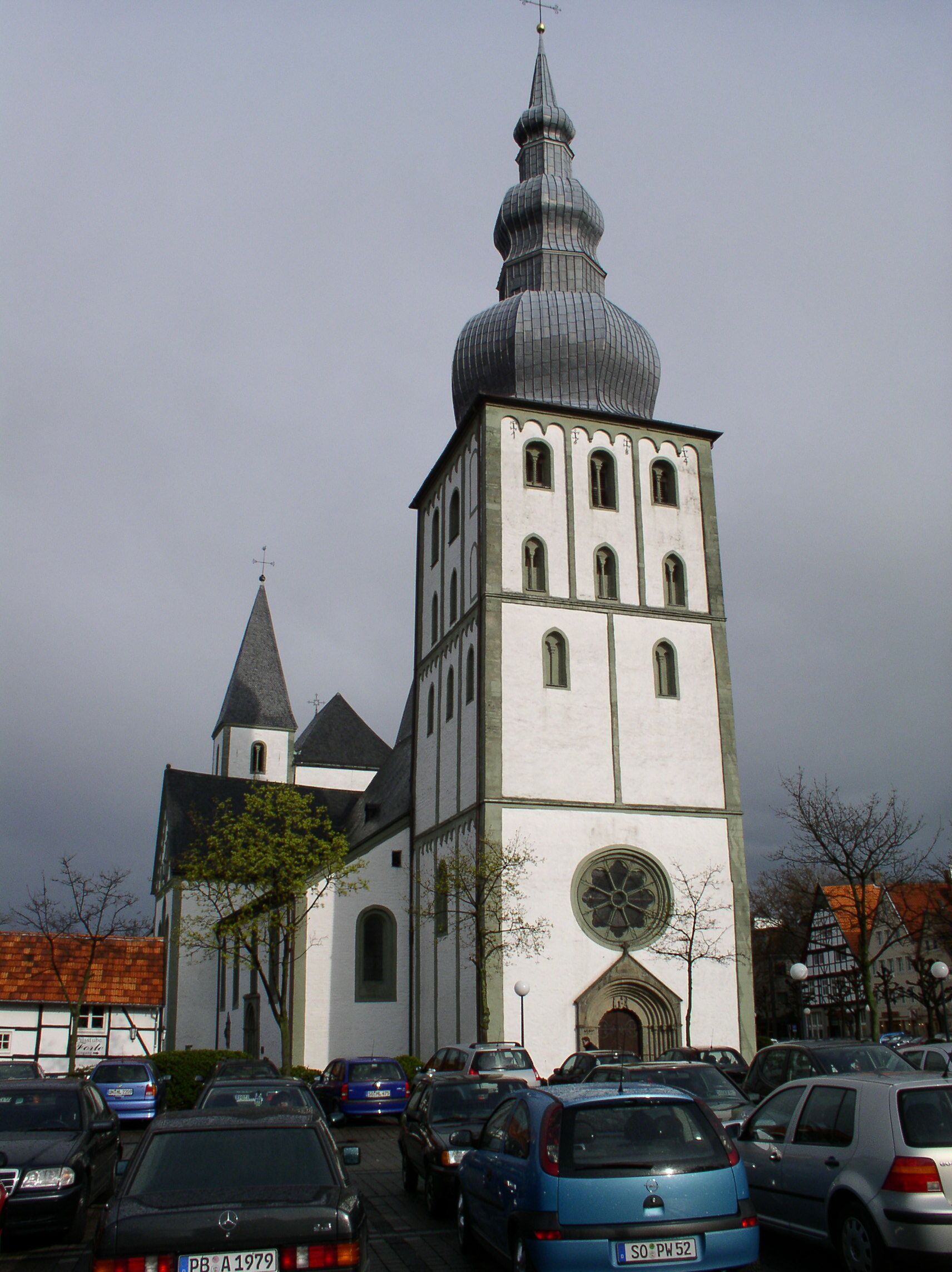
大マリエン教会

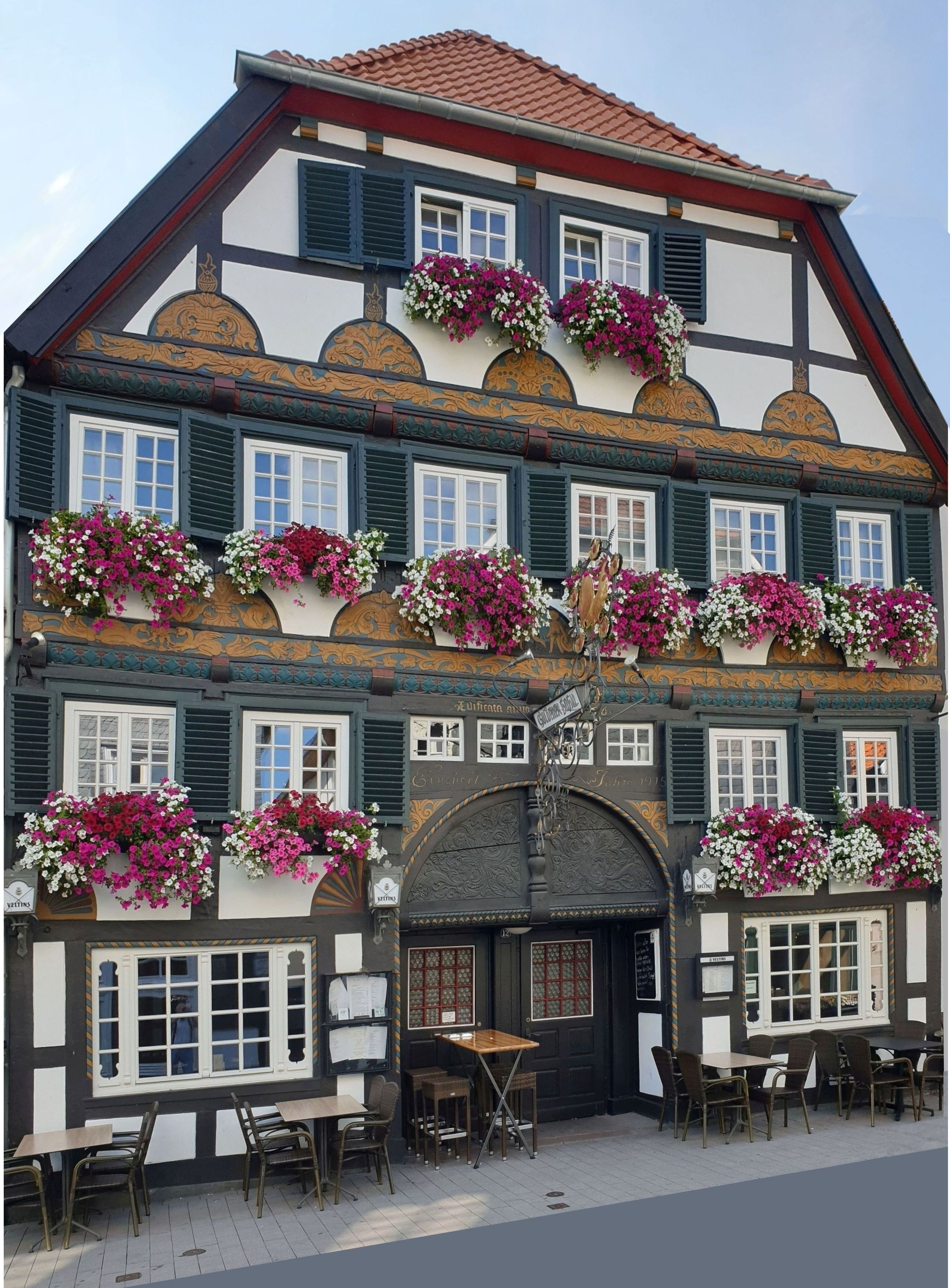
ゴルデナー・ハーン

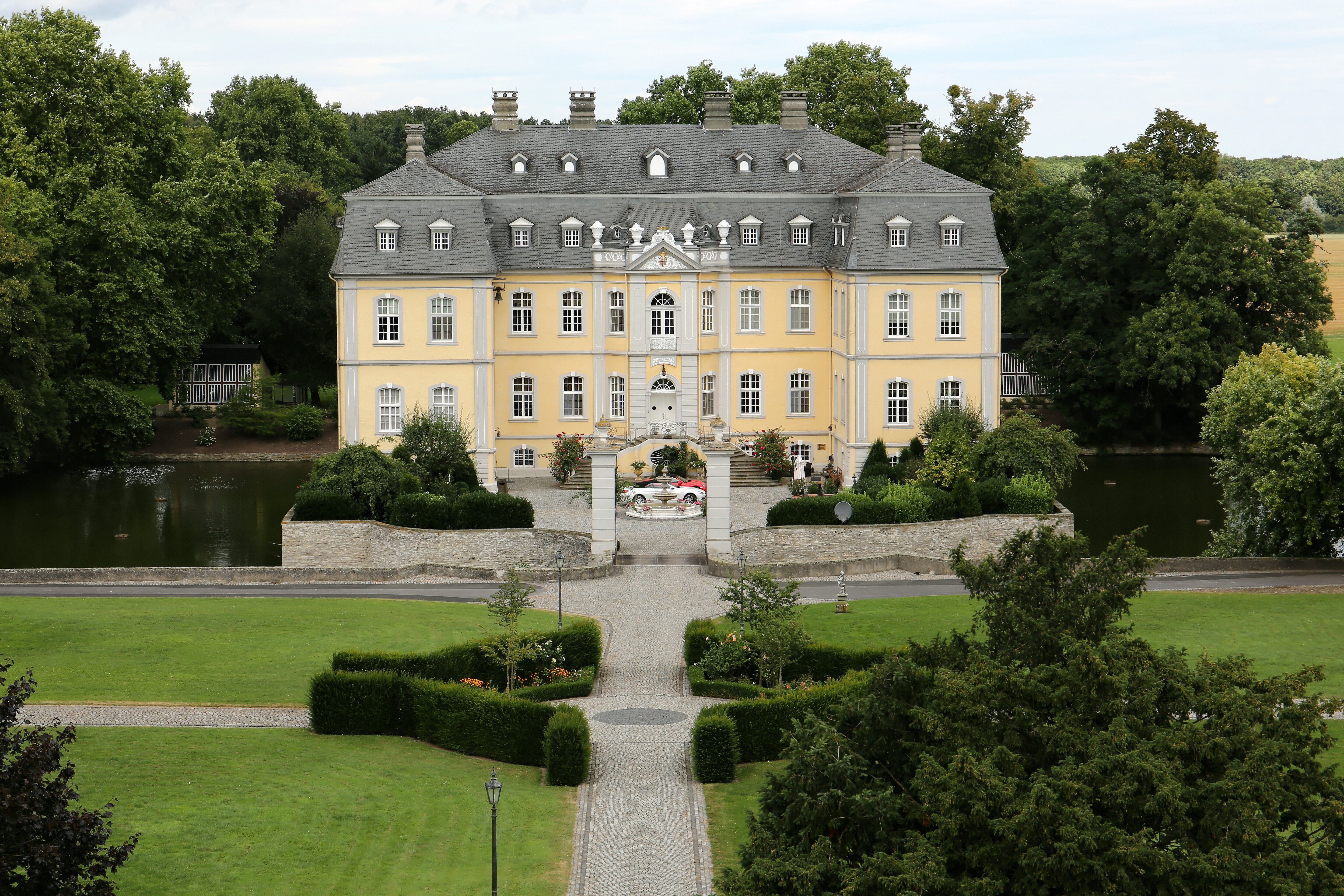
シュヴァルツェンラーベン城

リップシュタットは歴史的価値のある見所を有している。以下のリストにその中でも重要なものを列記する。
- 大マリエン教会: 初代は13世紀前半、後期ゴシック様式のハレンキルヒェ。内陣は1478年から1506年に建造された。マルクト広場に建つ。
- 初期ゴシック様式の聖マリエン修道院教会跡（修道院跡）
- カトリックの聖ニコライ教会
- 福音主義の聖ヤコービ教会
- 1281年建造の兄弟会教会
- 歴史的市庁舎
- 市立博物館
- 歴史的中核市区
- リップシュタット旧市街には、多くが破壊されたにもかかわらずなお何棟かの古い住居が遺されている。古い建物の多くは切妻造りの木組みディーレンハウス[訳注 1]で、そのほとんどが三十年戦争後に建てられたものである。この他にわずかながら古い石造建築もある。
  - フライシュハウアー通り 16番地。1667年の銘を持つ。破風の格子には贅沢なレンガ装飾が見られる。
  - ランゲ通り 5番地。1532年建造のスレート張り切妻建築。本市の現存する最も古い家屋建築である。
  - ランゲ通り 12番地（旅館ゴルデナー・ハーン）。1566年の銘を持つ、印象的な木彫り彫刻が特徴の3階建て建築である。半切妻屋根はおそらく19世紀に建設されたものである。
  - ランゲ通り 15番地（エッピング邸）。マンサード屋根と屋外階段を持つ石造建築で、1790年にクレメンス・アウグスト・フォン・ヴァゲーデスによって建設された。
  - ランゲ通り 30番地（旧ホテル・ケッペルマン）。マンサード屋根を戴いた長い石造建築。1721年にレートベルク家の居館として建設された。内部は壁や天井に化粧漆喰細工が施されている。1階は20世紀に積荷仕切り場に改築されアーケードが造られた。アーケードは2007年初めに取り壊された。
  - ランゲ通り 60番地。この張り出し部を持つ切妻建築は1646年の銘を持つ。1階は、ショーウィンドウを持つ構造に改築された。
  - マルクト通り 24番地。デーレントーア[訳注 2]をもつ木組み建築で、1658年の銘を持つ。
  - ポスト通り 14番地。17世紀後半の4階建て切妻建築
  - ポスト通り 16番地。1659年の銘を持つ。湾曲した鏡板をもつデーレントーアと付柱は1730年頃のものである。
  - ポスト通り 22番地。17世紀後半。
  - ポスト通り 24番地。この3階建ての建物は1574年にメッツガーアムツハウス（食肉役場）として建設された。この建物は、本市に最後まで残っていた10棟の役所建築の一つである。ホールには紋章が象られた窓がある。
  - ラートハウス通り 13番地（郷土博物館）。17世紀に建設され、18世紀に改築された漆喰塗りの木組み建築である。上階にはロココ様式の化粧漆喰細工が遺されている。
  - ラートハウス通り 14番地。敷居などに豊かな彫刻が施されており、1548年の銘を持つ。1979年に徹底的な補修工事が行われた。裏側に装飾が施され紋章が描かれた平天井を持つホールがある。この石造建築はそれほど重要ではないように思われる。
  - ランゲ通り 69番地（ローゼ邸）。かつてはヘッセンの都市管理官の居館であった。1633年に建設され、何度も改築が重ねられた。
  - クルーゼトーア 1番地。中核部は中世後期の建築。木組み建築の上階部分は年輪年代測定法で1535年建造と同定された。1階の裏手に表屋との間に石蔵がある。
- カペル地区の福音主義修道院・支教会（12世紀）
- オーヴァーハーゲン城とヘリングハウゼン城（17世紀/18世紀）
- ベーケンフェルデのシュヴァルツェンラーベン城
- ベルンハルト2世の城砦跡。リッペローデ地区のリッペ河畔
- ダーフィト＝ガンス通りの旧シナゴーグ。1852年建造。1938年の火災で一部が損傷した。現在は別の目的に使用されている。
- リップシュタットのユダヤ人墓地

- 聖ニコライ教会
- 聖ヤコービ教会
- マルクト通り24番地
- ポスト通りの町並み
- メッツガーアムトハウス
- オーヴァーハーゲン城
- ヘリングハウゼン城
- リッペローデ城趾
- リップシュタットのユダヤ人墓地

### 余暇と保養

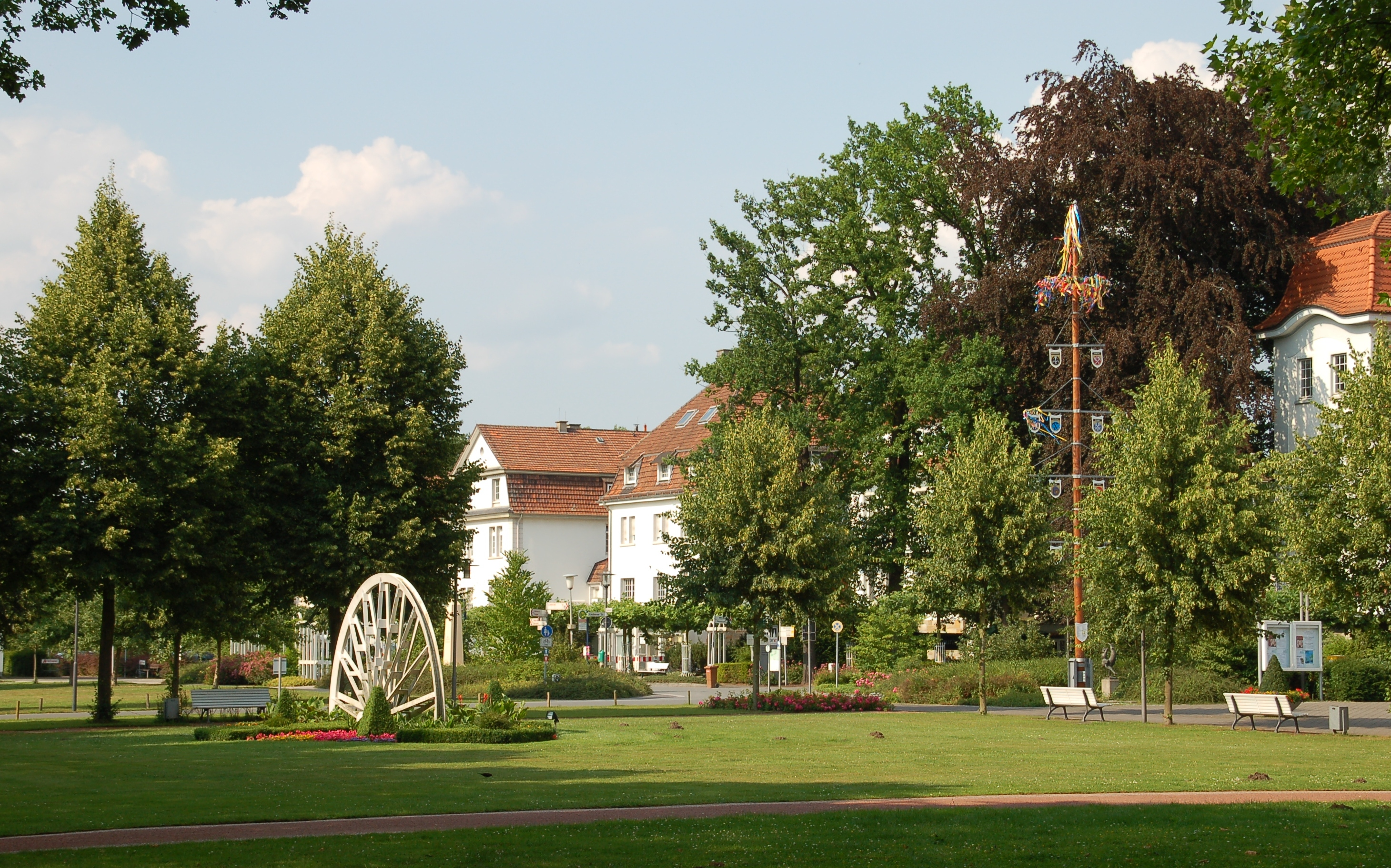
バート・ヴァルトリースボルンのクアパルク

東部のリッペの支脈沿いに位置する「グリューナー・ヴィンケル」や、北部の市の森は重要な緑地である。スポーツ施設「ヤーンプラッツ」も同じく市の北に位置する。隣接する屋外プールは2011年に一時的に閉鎖され改修が行われた。それまで存在していた屋内プール「ヤーコプ＝コーネン=バート」（市立劇場の向かい側に位置する）は主にエネルギー上の理由で閉鎖されている。屋外プールの敷地内に新しいプールが建設され、複合プール「カプリオリ」として2013年5月13日にリニューアルオープンした。水泳や水浴には、リッペローデ地区の人工湖アルバー湖水浴場が無料で利用できる。また、ヤーンプラッツ沿いのリッペ川は、川幅が拡張され、人工の砂浜が造られており、部分的に水浴が黙認されている。
バート・ヴァルトリースボルン地区には広さ 20 ha のクアパルクがある。これはゾースト郡最大の温泉で、1250 m2 を越える水面を有している。クアパルクの登攀林は、高度差最大 20 m の4つのコースが設けられている。

### 年中行事
リップシュタットの最も有名な祭が、毎年秋に行われるキルメス（教会祭）「ヘルプストヴォーヒェ」（直訳すると「秋週間」）である。移動店舗や屋台が内市街全域にたち、毎年10万人が訪れる。春の「アルトシュタットフェスト」（旧市街祭）では、美食とラートハウス広場でのライブ演奏、大規模な子供古物市、伝統的なリップシュタットの旧市街レース、オールドタイマーパレードが行われる。クリスマスにはクリスマスマーケット、復活祭にはイースターキルメスが開催される。
夏の「ラートハウスプラッツ・フェスティバル」では、ライブ演奏（多くはコピーバンドによる）が行われる。リップシュタットのクナイペンフェスティバルは年に2回開催される。2016年3月3日のこの祭では、18か所の様々な会場（酒場、レストラン、ホテル）で（ソロ、グループ合わせて）21組のアーティストがパフォーマンスを行った。年に2回行われるリップシュタットのヴォルトフェルティバルでは、市がトーマス＝ヴァーレンティーン文学賞とアフレコ賞が交互に授与している。

### 飲食店
カフェやレストランは内市街全域にあるが、特に歩行者専用地区「ランゲ通り」周辺の路地に多くある。ジュート通りには INI が運営するカジノ（かつてはイギリス軍の司令官用カジノであった）がある。

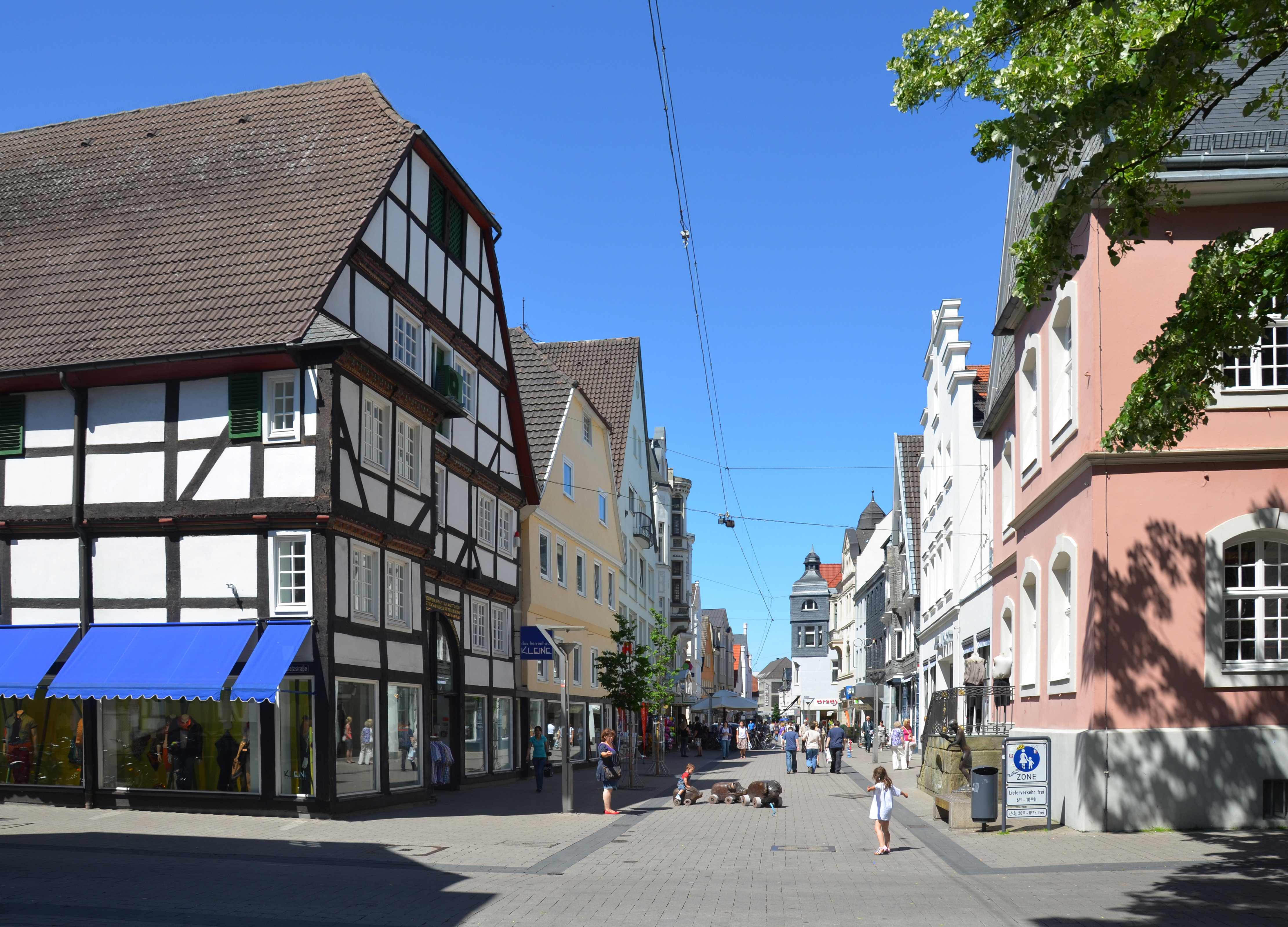
ランゲ通りの町並み

### ショッピング
リップシュタットの最も重要なショッピング街が、ラートハウス広場からベルンハルトの泉まで伸びる歩行者専用地区のランゲ通りとその脇道である。ランゲ通りは、1960年代にはすでに自動車の通行が禁止されていた。ランゲ通りには古典的な小売店（衣料品、靴、宝飾品、皮革製品、通信関連）があり、その脇道には専門商品を扱う店舗がある。ランゲ通りには、閉鎖や移転によってほとんど使われなくなった小売店のアーケード街リッペ＝ガレリーもある。
2012年10月25日に、コンラート＝アデナウアー＝リングにショッピングセンター「ジューダートーア＝オスト」が開店した。ここには娯楽用電子機器点が出店した。毎週水曜日と土曜日にリップシュタットの週の市（「緑のマーケット」とも呼ばれる）で食料品が販売されている。月ごとの「クラムマーケット」（雑貨市）では食料品以外の商品が販売される。

### スポーツ
最も高いクラスのサッカーリーグに参加しているリップシュタットの街の看板クラブが SV リップシュタット 08である。その男子第1チームは、2014/15年シーズンからオーバーリーガ・ヴェストファーレンに参加している。このクラブはシュターディオン・アム・ブルーフバウムをホームグラウンドとしている。このクラブ出身の最も有名な選手がカール＝ハインツ・ルンメニゲとその弟のミヒェエルである。この他にディーター・ヘッキング、ディルク・ランガーバイン、ミヒャエル・ヘンケといったブンデスリーガプレーヤーを輩出している。
合計23,000人の会員を擁する 74 のスポーツクラブがリップシュタット市スポーツ連盟を結成している。この連盟は行政や政治に対するスポーツクラブの利益代表を務めている。これらのスポーツクラブでは、合計 35種目のスポーツが行われている。
さらに市スポーツ連盟は、サッカー室内都市大会や、市と共同でリップシュタットのトップスポーツ選手を称揚する「スポーツの夕べ」を主催している。
女子サッカーでは、TuS リッペローデ 1919 e.V. が最も高いクラスに参加している。このクラブの女子大1チームはヴェストファーレンリーガでプレイしている。
ヴァッサー・ウント・ヴィンターシュポルトクルプ WSC リップシュタット e.V. は有名なクラブで、かつてはカヌースラロームの女子チャンピオンになったウルリケ・デッペも所属していた。
アエロ・クルプ・リップシュタット e.V. は1976年からビューレン・グライダー飛行場でグライダーや超軽量飛行機による活動を行っている。このクラブは、1950年8月に創設され、長らくエルリングハウゼンを拠点としていた。
2001年に設立されたアイスシュトックシュッツェンギルデ・リッペ（カーリングクラブ）は、グート・メンツェルスフェルデにアスファルトのレーンを設け、通年活動を行っている。
シャッハフェライン LSV/トゥルム・リップシュタット（1966年に リップシュテッター SV とSK トゥルム・リップシュタットが合併して成立したチェスクラブ）は、その第1チームが、ドイツで3番目のリーグである NRW-オーバーリーダで戦っている。このクラブは毎年国際チェス大会に出場している。トゥルム＝オープンには定期的に100人を超える参加者があり、その中には大きな大会のチャンピオンも含まれている。
TV リッペローデは、2002年から第1チームがジェンズ・ブンデスリーガ1部に参加しており、すでに5人のドイツ代表選手を輩出している。
ジャガー＝リップシュタット e.V. は2008年に創設された。これ以後このチームは定期的に連邦レベルの大会に出場しており、2011年には4度目のヴェストファーレン・ジャガー＝チャンピオンになった。この大会はリーグトーナメントにも分類されていた。さらに J-チーム（このクラブの第1チーム）は2011年に、17チームが参加したドイツ・ジャガー＝リーグで2位となった。
2009年から定期的に「スケートナイト・イン・リップシュタット」が開催されている。このイベントは LTV（リップシュテッター・トゥルン・フェライン）のスキー部門が主催している。5月から9月の第2金曜日の夕方の晴れた日に開催される。
地元のペイントボールクラブも昔からあり、ピランハス＝リップシュタットと名乗っている。

## 経済と社会資本

### 経済
リップシュタットでは1950年代から急速に経済発展が起こった。これは、主に自動車産業の発展によるものであった。ヴェストファーレン金属ウニオーンは1900年頃にはすでにリップシュタットの最も主要な企業の一つであり、後には、リップシュタットの自動車用照明器具や電子部品の下請け業界を支配した。現在ヘラーとして知られるこの企業の従業員数は、通貨危機の1948年の約 1,000人から、リップシュタットで約 6,000人、ドイツ国内に 1万人以上、世界中で約 27,000人を擁するまでに成長した。現在この会社は、自動車電子部品、自動車用照明器具、およびチューニングカーの分野で国際的なトップメーカーである。この他に様々な分野の中規模企業が設立されている。リップシュタットの拡大する興業・商業地域は、中核市区周辺地域に集中している。たとえば、「アム・ヴァッサートゥルム」、「アム・モントシャイン」、「ロスフェルト」、「リップシュタット＝ノルト」である。

### 交通

#### 道路
リップシュタットの最も重要な交通路は、市内を南北に貫く連邦道 B55号線である。この道路は、北はレーダ＝ヴィーデンブリュックおよび連邦アウトバーン A2号線（ドルトムント - ハノーファー）、南はエルヴィッテ近郊で連邦道 B1号線およびアウトバーン A44号線（ドルトムント - カッセル）とリップシュタットとを結んでいる。この道路はリップシュタット市内では4車線で、一部は交差点がないよう拡充されている。信号のある交差点の替わりに設けられたアウトバーン風の出入り口は、交通の流れを円滑にしている。多くの州道がこの街を通っている。また、リップシュタットの北に連邦道 B58号線の起点があり、市の南を連邦道 B1号線が通っている。

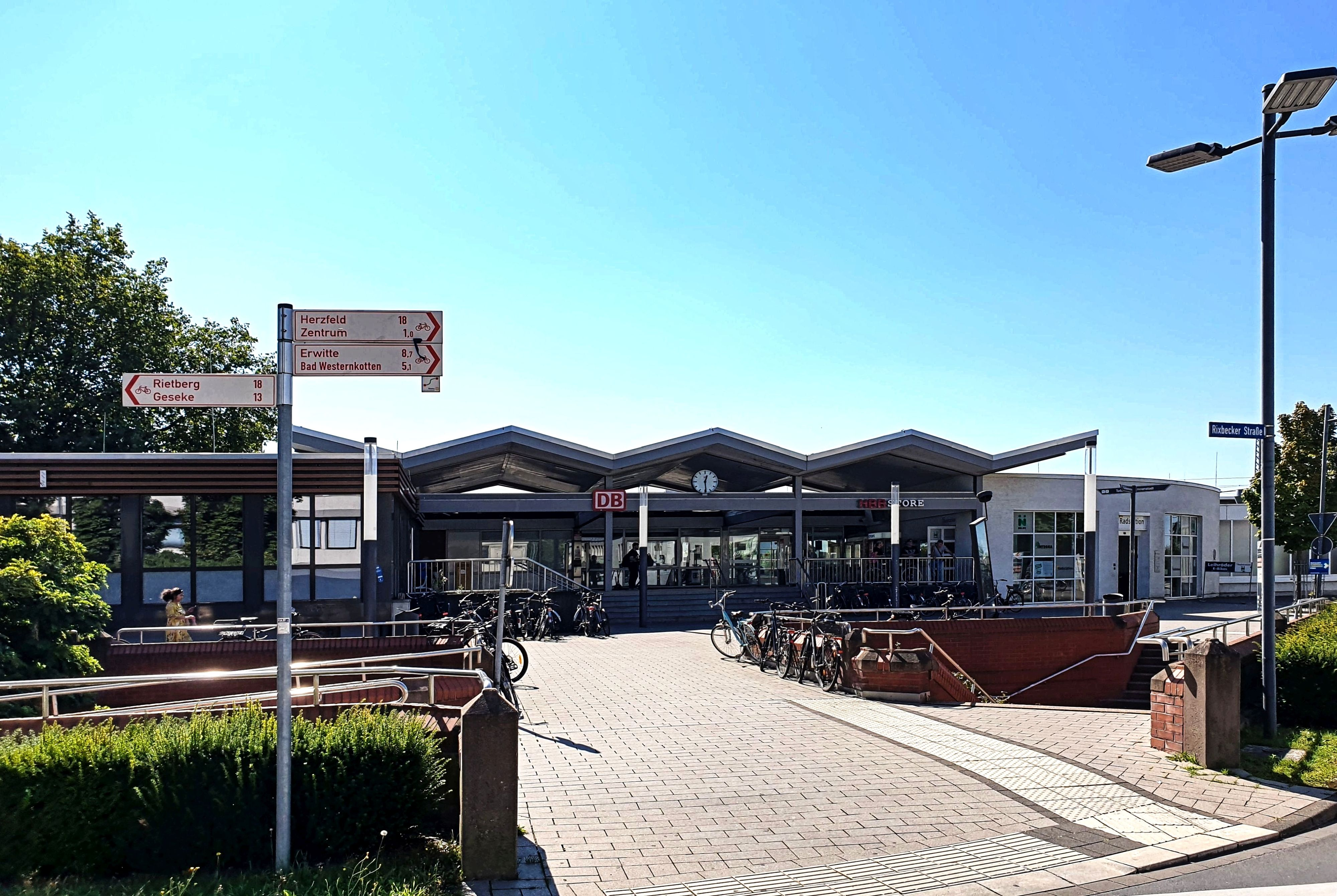
リップシュタット駅

#### 鉄道
リップシュタット駅は、鉄道ハム - ヴァールブルク線の駅である。この駅はドイツ鉄道駅&サービスにより駅カテゴリー4に分類されている。長距離列車は、1日平均6本の ICE/IC が利用でき、乗り換えなしでカッセル、ドレスデン、ミュンヘン、デュッセルドルフとリップシュタットとを結んでいる。
地域交通には以下のものがある。
- RE 11「ライン＝ヘルヴェーク＝エクスプレス」2時間間隔でカッセル＝ヴィルヘルムスヘーエからデュッセルドルフへ運行されている。
- RB 89「エムス＝ヴェルデ鉄道」30分間隔でハム - ミュンスターへ、またヴァールブルクでカッセル行きに接続する。

市内にはもう一つデディングハウゼン地区に駅があるが、レギオナルバーンだけが利用可能である。
市内を南北に走っていたヴェストファーレン地方鉄道のミュンスター - ヴァールシュタイン線は、1975年に旅客運行を停止した。この路線は現在貨物専用線として利用されている。
ミュンスター - ヴァールシュタイン線のリップシュタット北駅は1987年に完全に（受付棟、貨物倉庫、貨物乗降場、軌道施設）取り壊された。1910年に建設され、現在は稼働していない信号所と分岐線だけが遺されている。この旧北駅の近くにはヴェストファーレン地方鉄道の本部があり、貨物駅と中央作業所もここにある。
レーダ＝ヴィーデンブリュック - リップシュタット線、いわゆるレーダー鉄道は1979年に旅客運行を停止し、やがて撤去された。

#### バス
本市は、5路線 (C1 - C5) の市バス網が整備されている。駅前のバスステーションから平日は30分間隔で運行されているが、いくつかの市区はこの市バス網でカバーされていない。この他に、運行間隔や運行日の異なる一連の地方バスがあり、隣接する集落（一部は郡の外に位置する地区）とリップシュタットとを結んでいる。たとえば、ベックム、レーダ＝ヴィーデンブリュック、リートベルクなどである。さらに1時間ごとに高速バスがエルヴィッテ経由でヴァールシュタインまで運行している。夕方と週末には、数本の夜行バスやオンデマンドバスが運行している。リップシュタットはヴェストファーレン運賃に加盟している。

#### 航空
ビューレン＝アーデン近郊にパーダーボルン/リップシュタット空港がある。2016年1月現在、10本の航空路線（一部は季節便）がスペイン、トルコ、ギリシア、ブルガリアに運航している。

### メディア
リップシュタットでは、地方日刊紙「デア・パトリオート」が刊行されている。この他に週刊のフリーペーパー「リップシュタット・アム・ゾンターク」と「ヴォーヒェンティップ」の2紙が配布されている。3誌の月刊タウン誌「59...リップシュテッター・シュタットマガツィーン」、「ライトプランケ」、「ブリッカー」がリップシュタット地方の事件やイベントについて情報を提供している。

### 教育
リップシュタットには、基礎課程学校 13校、本課程学校 1校、実科学校 3校、ギムナジウム 4校、総合学校 1校、養護学校 3校、職業補習高等専門学校 4校、卒後教育補習高等専門学校 1校、専門大学 1校、市民大学 1校、音楽学校 1校、市立図書館 1館がある。

#### 基礎課程学校
13校すべてを市が運営している。
- アム・ヴァインベルク基礎課程学校（一般基礎課程学校、2010年の学年末からフリードリヒシューレの分校となった）
- フリードリヒシューレ（一般基礎課程学校）
- オットー＝リリンタール＝シューレ（一般基礎課程学校、リッペローデ基礎課程学校分校）リッパーブルーフ
- ニコライシューレ（一般基礎課程学校）
- ヨーゼフシューレ（一般基礎課程学校）
- アン・デア・パッペルアレー基礎課程学校（一般基礎課程学校）
- ハンス＝クリスティアン＝アンデルセン＝シューレ（一般基礎課程学校）
- マルティンシューレ・カペル（一般基礎課程学校）カペル
- リッペローデ基礎課程学校（一般基礎課程学校）リッペローデ
- ベニングハウゼン基礎課程学校（一般基礎課程学校）ベニングハウゼン
- クレーフェルト基礎課程学校（一般基礎課程学校）デディングハウゼン
- ニースル＝シュテンセン＝シューレ（カトリックの宗派学校）バート・ヴァルトリースボルン
- ヘルステ基礎課程学校（カトリックの宗派学校）ヘルステ

#### 本課程学校
2008年7月31日までリップシュタットには本課程学校が3校あった。2008年8月1日にシュタットヴァルトシューレがコペルニクスシューレの分校となった。この分校は2011年7月31日に総合学校が新しく設立されたことにより廃止された。2010年8月1日にヴィルヘルムシューレもコペルニクスシューレの分校となったが、2015年夏にヴィルヘルムシューレの敷地が養護学校「イム・グリューネン・ヴィンケル」のものとなり、廃止された。
- コペルニクスシューレ（全日制本課程学校）

#### 実科学校
- ドロスト＝ローゼ実科学校（全日制実科学校）
- エディト＝シュタイン実科学校（半日制実科学校）
- グラーフ＝ベルンハルト実科学校（半日制実科学校）

#### ギムナジウム
リッペには、4校のギムナジウムがそれぞれ異なった市区にある。
- オステンドルフ＝ギムナジウム（運営: リップシュタット市）
- 福音主義ギムナジウム（運営: ヴェストファーレン地方教会）
- マリエンシューレ（運営: マリエンシューレ・リップシュタット e.V.）リッパーブルーフ
- ギムナジウム・シュロス・オーヴァーハーゲン（運営: シュロス・オーヴァーハーゲン学校協会 e.V.）オーヴァーハーゲン

#### 総合学校
新設されたリップシュタット市立総合学校は2010年8月1日に活動を開始した。この学校はゼクンダーシュトゥーフェン I および II をカバーしている。この学校は2017年から市の南部パッペルアレーに新しい校舎を建設した。この場所はかつてペスタロッツィシューレがあった場所である。

#### 養護学校
- シューレ・イム・グリューネン・ヴィンケル（2015年まではペスタロッツィシューレ）学習障害者に重点を置いている。（運営: リップシュタット市）
- ヘドヴィヒ＝シューレ、感情発達障害、社会発達障害に重点を置いている。（運営: リップシュタット市）
- ドン＝ボスコ＝シューレ、精神発達障害に重点を置いている。（運営: ゾースト郡）

#### 職業補習高等専門学校
- リッペ職業補習高等専門学校（運営: ゾースト郡）
- マリエンシューレ職業補習高等専門学校（運営: マリエンシューレ・リップシュタット e.V.）リッパーブルーフ
- シュティフト・カペル職業補習高等専門学校（運営: リップシュタット福音主義教会）カペル
- INI-職業補習高等専門学校（運営: INI - 青少年援助、教育、労働のための住民運動 e.V.）

#### 卒後補習高等専門学校
ハンゼ＝補習高等専門学校は、リップシュタット市の卒後補習高等専門学校で、夜間ギムナジウム、補習高等専門学校、夜間実科学校がある。

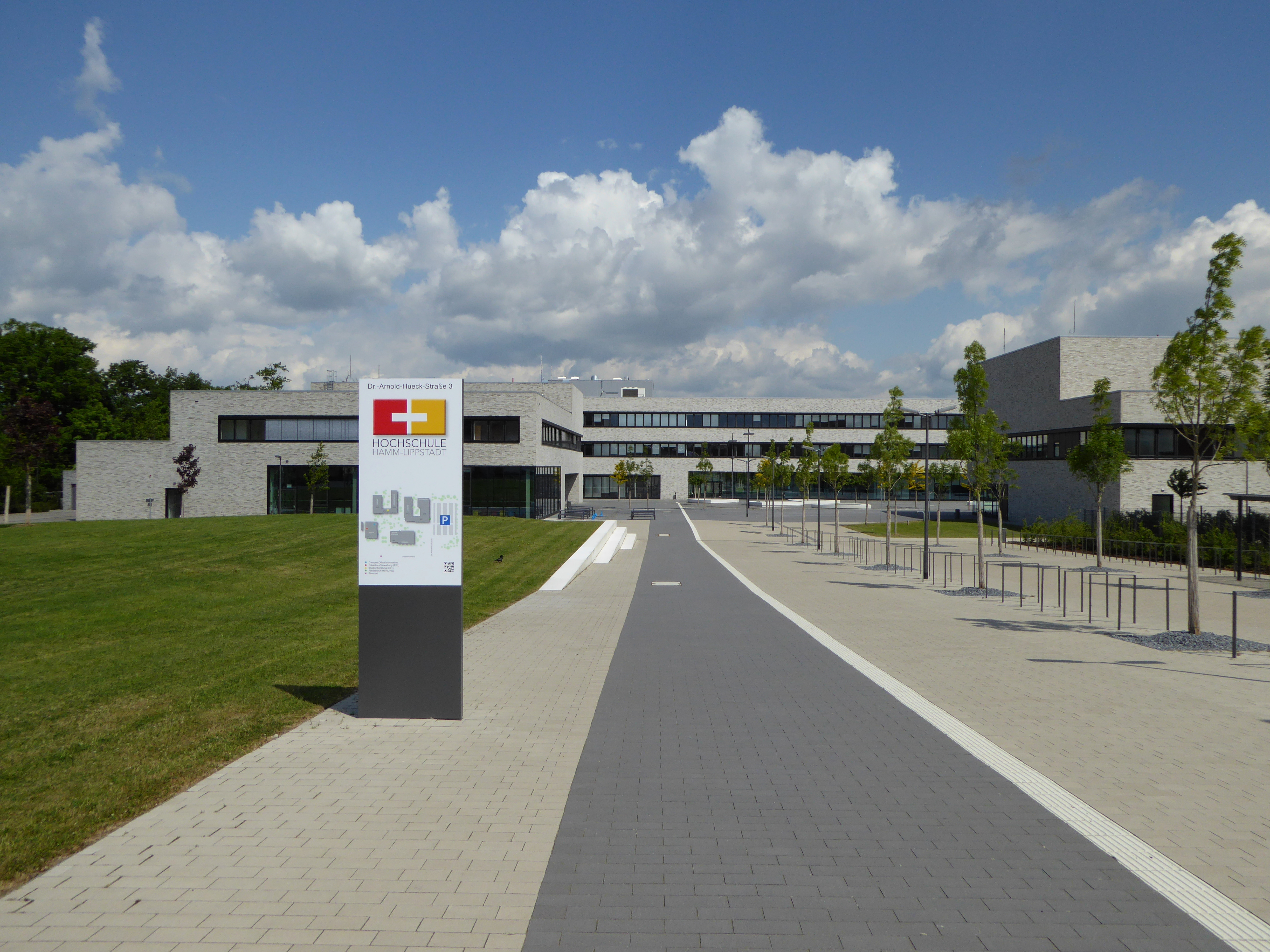
ハム＝リップシュタット大学

#### 専門大学
ハム＝リップシュタット大学は、2009年9月21日の新設当時 80人の学生が入学した。2015年/2016年の冬期には、両キャンパス合わせて約 4,500人が学んでいる。リップシュタット・キャンパスでは、以下の教育が行われている: 数学、エンジニアリング・マネジメント、コンピュータービジュアライゼーションおよびコンピュータデザイン、インタラクション技術とインタラクションデザイン、経営学、マテリアルデザイン - 生体工学および光工学、ソーシャル・メディアと通信情報工学、ビジネスとエンジニアリングシステム、技術的企画、イノベーション。

#### 市民大学
VHS リップシュタットは市が運営している。

#### 音楽学校
コンラート＝ハンゼン音楽学校は、市が運営している。

#### 図書館
トーマス＝ヴァーレンティーン市立図書館は、市が運営している。図書館は、1897年にフライシュハウザー通りのカトリックのリツェーウム（女子高等学校）として完成した校舎の建物に入居している。

#### 文書館
本市は法的要件にしたがって市立文書館を運営している。

#### その他
この他、リップシュタットには以下の教育機関がある。
- ドイツ経済アカデミー GmbH
- インターナショナル・ビジネス・スクール
- ヴェストファーレン＝アカデミー、デディングハウゼン
- ハーゲン通信大学の学習センター

## 人物

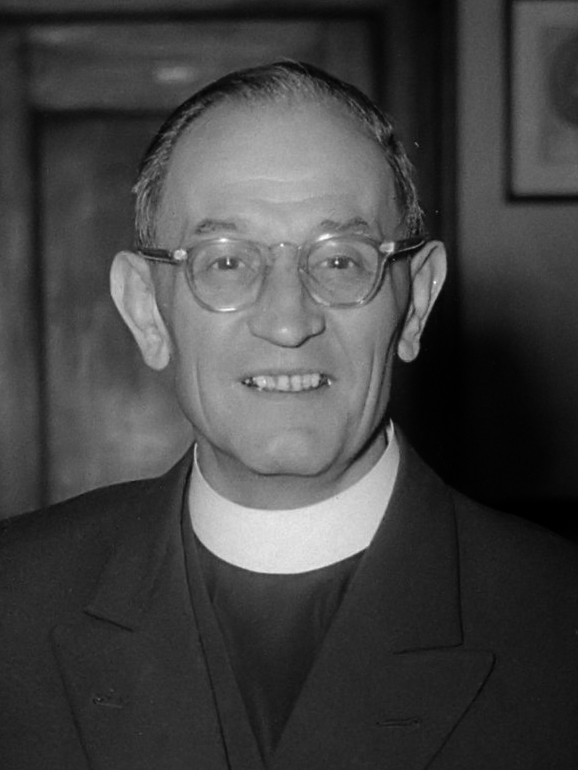
マルティン・ニーメラー

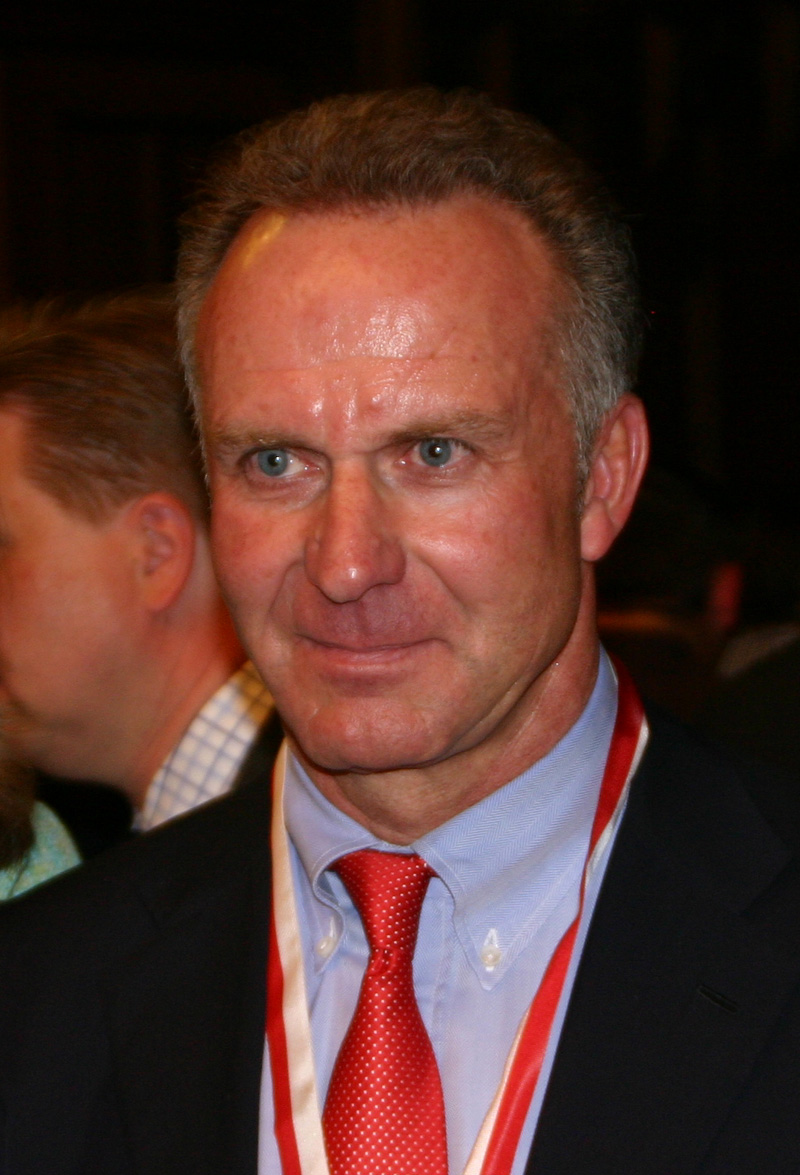
カール＝ハインツ・ルンメニゲ

### 出身者
- ダーフィト・ガンス（ドイツ語版、英語版）（1541年 - 1613年）歴史家、天文学者、地質学者
- アントン・プレトリウス（1560年 - 1613年）牧師、魔女狩りに抵抗した。
- オットー・シュタインブリンク（ドイツ語版、英語版）（1888年 - 1949年）海軍司令官
- マルティン・ニーメラー（1892年 - 1984年）ルター派福音主義神学者、牧師、反ナチ運動家
- コンラート・ハンゼン（1906年 - 2002年）ピアニスト、音楽教育者
- カール＝ハインツ・ルンメニゲ（1955年 - ）サッカー選手
- ウード・ウルフコッテ（ドイツ語版、英語版）（1960年 - 2017年）ジャーナリスト、出版者
- ミヒャエル・ルンメニゲ（1964年 - ）サッカー選手
- イェンス・ランゲネケ（ドイツ語版、英語版）（1977年 - ）サッカー選手
- ヤスミン・ショルンベルク（ドイツ語版、英語版）（1986年 - ）カヌー選手

### ゆかりの人物
- ヘルマン・ミューラー（1829年 - 1883年）植物学者。オステンドルフ実科学校の教師を務めた。
- フェルディナント・ファプラ（ドイツ語版、英語版）（1906年 - 2007年）サッカー指導者。オステンドルフ＝ギムナジウムで教師を務めた。